# I liga argentyńska w piłce nożnej (1980)
W sezonie 1980 rozegrano dwa turnieje mistrzowskie – stołeczny Campeonato Metropolitano i ogólnokrajowy Campeonato Nacional.
Mistrzem Argentyny Metropolitano w sezonie 1980 został River Plate, a wicemistrzem Argentyny Metropolitano został klub Argentinos Juniors.
Mistrzem Argentyny Nacional w sezonie 1980 został klub Rosario Central, natomiast wicemistrzem Argentyny Nacional – Racing Córdoba.
Do Copa Libertadores 1981 zakwalifikowały się dwa kluby:
- River Plate (mistrz Campeonato Metropolitano)
- Rosario Central (mistrz Campeonato Nacional)

## Campeonato Metropolitano 1980
Mistrzem Argentyny Metropolitano w sezonie 1980 został klub River Plate, natomiast wicemistrzem Argentyny Metropolitano – Argentinos Juniors. Do drugiej ligi spadły trzy ostatnie w tabeli kluby – CA Argentino de Quilmes, CA All Boys i CA Tigre. Na ich miejsce awansowały 2 kluby: Instituto Córdoba i Sarmiento Junín. W ten sposób pierwsza liga została zmniejszona z 19 do 18 klubów.

### Kolejka 1
| Data           | Mecz |
| -------------- | --- |
| 10 lutego 1980 | Independiente – Argentinos Juniors 2:3 Osvaldo Pérez, Alejandro Barberón - Silvano Espíndola, Diego Maradona, Lorenzo Román |
| 10 lutego 1980 | CA Tigre – Ferro Carril Oeste 2:2 Edgardo Paruzzo, Roberto R. Carrizo - Héctor Arregui, Gerónimo Saccardi                   |
| 10 lutego 1980 | River Plate – CA Colón 1:1 Daniel Passarella (k) - Mario Cariaga                                                            |
| 10 lutego 1980 | Newell’s Old Boys – Estudiantes La Plata 0:0                                                                                |
| 10 lutego 1980 | CA Argentino de Quilmes – Rosario Central 2:2 Daniel A. Godoy, Braulio Castro - Félix Orte, Miguel A. Manzi (k)             |
| 10 lutego 1980 | Unión Santa Fe – Boca Juniors 2:0 Fernando H. Alí, Víctor H. Arroyo                                                         |
| 10 lutego 1980 | CA All Boys – CA Platense 0:0                                                                                               |
| 10 lutego 1980 | CA Vélez Sarsfield – Racing Club de Avellaneda 0:2 Hugo Zavagno, José R. Scalise                                            |
| 10 lutego 1980 | CA Huracán – Talleres Córdoba 1:1 Carlos Babington (k) - Miguel A. Oviedo                                                   |

### Kolejka 2
| Data           | Mecz |
| -------------- | --- |
| 16 lutego 1980 | Rosario Central – Newell’s Old Boys 0:3 Roque Alfaro, Héctor Yazalde (2, 1k)                                                                                 |
| 17 lutego 1980 | Talleres Córdoba – CA Vélez Sarsfield 3:1 Humberto R. Bravo (3) - Osvaldo Damiano mecz rozegrany został na stadionie Estadio Córdoba                         |
| 17 lutego 1980 | Racing Club de Avellaneda – CA All Boys 1:0 José R. Scalise mecz rozegrany został na stadionie klubu Independiente                                           |
| 17 lutego 1980 | CA Platense – Unión Santa Fe 2:2 Héctor R. Sosa, Carlos Picerni - Mario Alberto, Fernando H. Alí                                                             |
| 17 lutego 1980 | Boca Juniors – CA Argentino de Quilmes 2:1 Hugo Perotti, Alfredo Letanú - Carlos R. Salguero                                                                 |
| 17 lutego 1980 | Estudiantes La Plata – River Plate 1:1 Hugo Gottardi - Juan C. Heredia                                                                                       |
| 17 lutego 1980 | CA Colón – CA Tigre 1:1 Mario Cariaga - José A. Luñiz |
| 17 lutego 1980 | Ferro Carril Oeste – Independiente 2:1 Julio Apariente, Rubén A. Rojas - Jorge M. Olguín (k)                                                                 |
| 17 lutego 1980 | Argentinos Juniors – San Lorenzo de Almagro 3:0 José L. Petti, Silvano Espíndola, Diego Maradona mecz rozegrany został na stadionie klubu CA Vélez Sarsfield |

### Kolejka 3
| Data           | Mecz |
| -------------- | --- |
| 24 lutego 1980 | San Lorenzo de Almagro – Ferro Carril Oeste 1:3 Walter Perazzo - Héctor Arregui, Julio Apariente (2) mecz rozegrany został na stadionie klubu CA Huracán |
| 24 lutego 1980 | Independiente – CA Colón 3:1 Omar Larrosa, Jorge M. Olguín (k), Antonio Alzamendi - Omar Atondo                                                          |
| 24 lutego 1980 | CA Tigre – Estudiantes La Plata 2:2 Roberto R. Carrizo (2, 2k) - Hugo Gottardi, Juan R. Verón                                                            |
| 24 lutego 1980 | River Plate – Rosario Central 2:0 Ramón A. Díaz (2) |
| 24 lutego 1980 | Newell’s Old Boys – Boca Juniors 5:2 Armando Capurro s, Santiago Santamaría (3), Rolando R. Barrera - Miguel A. Bordón (2, 1k)                           |
| 24 lutego 1980 | CA Argentino de Quilmes – CA Platense 0:0 |
| 24 lutego 1980 | Unión Santa Fe – Racing Club de Avellaneda 1:0 Arsenio Ribecca                                                                                           |
| 24 lutego 1980 | CA All Boys – Talleres Córdoba 0:0 |
| 24 lutego 1980 | CA Vélez Sarsfield – CA Huracán 4:3 José A. Castro (2, 1k), Osvaldo Damiano, Amado Pérez Castillo - Osvaldo Scigliano s, Dante A. Sanabria, Clide Díaz   |

### Kolejka 4
| Data         | Mecz |
| ------------ | --- |
| 2 marca 1980 | Boca Juniors – River Plate 2:5 Carlos Randazzo, Hugo Perotti - Ramón A. Díaz (2), Juan R. Carrasco, Oscar A. Ortiz, ?                                         |
| 2 marca 1980 | CA Huracán – CA All Boys 3:2 Miguel Brindisi, René Houseman, Dante A. Sanabria - Rodolfo A. Juárez, Omar J. Alí                                               |
| 2 marca 1980 | Talleres Córdoba – Unión Santa Fe 4:2 José O. Reinaldi (2), Humberto R. Bravo (2) - Pierino Lattuada (2) mecz rozegrany zostanie na stadionie Estadio Córdoba |
| 2 marca 1980 | Racing Club de Avellaneda – CA Argentino de Quilmes 0:0 |
| 2 marca 1980 | CA Platense – Newell’s Old Boys 1:0 Oscar Gilé |
| 2 marca 1980 | Rosario Central – CA Tigre 3:1 Mario Finarolli, Eduardo A. Bacas, Miguel A. Manzi - Edgardo Paruzzo                                                           |
| 2 marca 1980 | Estudiantes La Plata – Independiente 1:1 Sergio Fortunato - Jorge M. Olguín                                                                                   |
| 2 marca 1980 | CA Colón – San Lorenzo de Almagro 2:2 Jorge Casaccio (2) - Miguel A. Torres, Rubén Insúa                                                                      |
| 2 marca 1980 | Ferro Carril Oeste – Argentinos Juniors 1:2 Héctor Arregui (k) - Diego Maradona (2, 1k)                                                                       |

### Kolejka 5
| Data         | Mecz |
| ------------ | --- |
| 5 marca 1980 | CA Argentino de Quilmes – Talleres Córdoba 2:2 Daniel A. Godoy, Luis Andreuchi (k) - José O. Reinaldi (2)                                    |
| 5 marca 1980 | Argentinos Juniors – CA Colón 2:2 Diego Maradona (2) - Jorge Casaccio, Hugo Villarruel mecz rozegrany został na stadionie klubu Boca Juniors |
| 5 marca 1980 | River Plate – CA Platense 2:0 Juan R. Carrasco, Ramón A. Díaz                                                                                |
| 5 marca 1980 | CA All Boys – CA Vélez Sarsfield 1:1 Osvaldo Morandini - Jorge A. Sanabria mecz rozegrany został na stadionie klubu Atlanta Buenos Aires     |
| 5 marca 1980 | CA Tigre – Boca Juniors 2:0 Oscar Ros, Orlando J. Medina mecz rozegrany został na stadionie klubu Chacarita Juniors                          |
| 5 marca 1980 | San Lorenzo de Almagro – Estudiantes La Plata 2:0 Juan P. Cabrera (2, 2k) mecz rozegrany został na stadionie klubu CA Huracán                |
| 5 marca 1980 | Newell’s Old Boys – Racing Club de Avellaneda 0:0                                                                                            |
| 5 marca 1980 | Independiente – Rosario Central 2:0 Antonio Alzamendi, Edgardo Bauza s                                                                       |
| 6 marca 1980 | Unión Santa Fe – CA Huracán 0:0 |

### Kolejka 6
| Data         | Mecz |
| ------------ | --- |
| 9 marca 1980 | Boca Juniors – Independiente 2:5 Alfredo Letanú, Miguel A. Bordón (k) - Carlos A. Álvarez, Osvaldo Mazo, Pedro R. Magallanes, Antonio Alzamendi, Omar Larrosa |
| 9 marca 1980 | Estudiantes La Plata – Argentinos Juniors 2:2 Patricio Hernández (2) - Diego Maradona, Eugenio Morel Bogado                                                   |
| 9 marca 1980 | CA Colón – Ferro Carril Oeste 2:0 Alberto A. Monzón, Jorge Casaccio                                                                                           |
| 9 marca 1980 | Talleres Córdoba – Newell’s Old Boys 0:0 mecz rozegrany został na stadionie Estadio Córdoba                                                                   |
| 9 marca 1980 | Rosario Central – San Lorenzo de Almagro 1:0 Félix Orte |
| 9 marca 1980 | Racing Club de Avellaneda – River Plate 0:1 Leopoldo Luque |
| 9 marca 1980 | CA Vélez Sarsfield – Unión Santa Fe 2:1 Armando I. Quinteros, Jorge A. Sanabria - Fernando H. Alí                                                             |
| 9 marca 1980 | CA Platense – CA Tigre 1:0 Miguel A. Juárez |
| 9 marca 1980 | CA Huracán – CA Argentino de Quilmes 0:0 |

### Kolejka 7
| Data          | Mecz |
| ------------- | --- |
| 16 marca 1980 | Ferro Carril Oeste – Estudiantes La Plata 2:1 Héctor Arregui (2) - Patricio Hernández |
| 16 marca 1980 | Argentinos Juniors – Rosario Central 4:1 Eugenio Morel Bogado, José L. Petti, Lorenzo Román, Eduardo Solari - Rubén A. Pérez mecz rozegrany został na stadionie klubu Atlanta Buenos Aires |
| 16 marca 1980 | San Lorenzo de Almagro – Boca Juniors 1:1 Carlos Córdoba s - Carlos Randazzo mecz rozegrany został na stadionie klubu CA Huracán                                                           |
| 16 marca 1980 | Independiente – CA Platense 4:2 Antonio Alzamendi (2), Pedro R. Magallanes, Osvaldo Mazo - Américo Pesoa, Oscar Gilé                                                                       |
| 16 marca 1980 | CA Tigre – Racing Club de Avellaneda 1:2 Francisco Ianuzzi - Luis M. Machuca, Ricardo O. Alonso                                                                                            |
| 16 marca 1980 | River Plate – Talleres Córdoba 3:0 Juan J. López, Juan R. Carrasco (2) |
| 16 marca 1980 | Newell’s Old Boys – CA Huracán 5:1 Roque Alfaro (3), Rolando Barrera, Sergio Almirón - Carlos Babington                                                                                    |
| 16 marca 1980 | CA Argentino de Quilmes – CA Vélez Sarsfield 2:0 Luis Andreuchi (k), Jorge Gáspari |
| 16 marca 1980 | Unión Santa Fe – CA All Boys 3:1 Arsenio Ribecca, Hugo I. López, Oscar Regenhardt - Mario B. Luna                                                                                          |

### Kolejka 8
| Data          | Mecz |
| ------------- | --- |
| 19 marca 1980 | CA Huracán – River Plate 3:2 Dante A. Sanabria, Miguel Brindisi, Lorenzo O. Ojeda - Emilio Commisso, Daniel Passarella                                 |
| 19 marca 1980 | Boca Juniors – Argentinos Juniors 2:1 Jorge Coch, Carlos Veglio - Diego Maradona                                                                       |
| 19 marca 1980 | CA Platense – San Lorenzo de Almagro 2:1 Miguel A. Juárez (2, 1k) - Orlando P. Ruiz (k) mecz rozegrany został na stadionie klubu Atlanta Buenos Aires  |
| 19 marca 1980 | Estudiantes La Plata – CA Colón 2:1 Patricio Hernández (2) - Jorge Casaccio                                                                            |
| 19 marca 1980 | Talleres Córdoba – CA Tigre 0:0 mecz rozegrany został na stadionie Estadio Córdoba                                                                     |
| 19 marca 1980 | Racing Club de Avellaneda – Independiente 1:1 Omar P. Roldán - Jorge M. Olguín                                                                         |
| 19 marca 1980 | CA All Boys – CA Argentino de Quilmes 2:1 Luis Pérez Medone, Mario B. Luna - Luis Andreuchi mecz rozegrany został na stadionie klubu Chacarita Juniors |
| 19 marca 1980 | CA Vélez Sarsfield – Newell’s Old Boys 1:0 Carlos Ischia                                                                                               |
| 19 marca 1980 | Rosario Central – Ferro Carril Oeste 1:0 Edgardo Bauza (k)                                                                                             |

### Kolejka 9
| Data          | Mecz |
| ------------- | --- |
| 22 marca 1980 | Newell’s Old Boys – CA All Boys 3:0 Daniel P. Killer, Juan A. Acosta, Roque Alfaro (k)                                  |
| 23 marca 1980 | CA Colón – Rosario Central 2:0 Mario Cariaga (2)                                                                        |
| 23 marca 1980 | Ferro Carril Oeste – Boca Juniors 1:1 Julio Apariente - Carlos Veglio                                                   |
| 23 marca 1980 | Independiente – Talleres Córdoba 1:1 Pedro R. Magallanes - Carlos Fren s                                                |
| 23 marca 1980 | CA Tigre – CA Huracán 2:5 José A. Luñiz, Edgardo Paruzzo - Jorge J. Gutiérrez, Néstor J. Candedo, Dante A. Sanabria (3) |
| 23 marca 1980 | River Plate – CA Vélez Sarsfield 0:1 Omar R. Jorge                                                                      |
| 23 marca 1980 | CA Argentino de Quilmes – Unión Santa Fe 0:0 mecz przerwany w 10 minucie – kontynuowany następnego dnia                 |
| 23 marca 1980 | CA Argentino de Quilmes – Unión Santa Fe 3:3 Luis Andreuchi (2), Jorge Gáspari - Fernando H. Alí, Pierino Lattuada (2)  |
| 24 marca 1980 | San Lorenzo de Almagro – Racing Club de Avellaneda 0:1 Carlos López Nota: Se jugó en cancha de CA Huracán               |
| 24 marca 1980 | Argentinos Juniors – CA Platense 0:0 mecz rozegrany został na stadionie klubu Atlanta Buenos Aires                      |

### Kolejka 10
| Data          | Mecz |
| ------------- | --- |
| 29 marca 1980 | Talleres Córdoba – San Lorenzo de Almagro 3:0 Humberto R. Bravo, José D. Valencia, José O. Reinaldi mecz rozegrany został na stadionie Estadio Córdoba |
| 29 marca 1980 | Rosario Central – Estudiantes La Plata 1:1 Héctor Chazarreta - Hugo Gottardi                                                                           |
| 31 marca 1980 | Unión Santa Fe – Newell’s Old Boys 0:2 Américo Gallego, Roque Alfaro (k)                                                                               |
| 31 marca 1980 | CA All Boys – River Plate 1:1 Eduardo Saporiti s - Ramón A. Díaz mecz rozegrany został na stadionie klubu Ferro Carril Oeste                           |
| 31 marca 1980 | CA Vélez Sarsfield – CA Tigre 2:3 José A. Castro (2, 1k) - José A. Luñiz, Edgardo Paruzzo, Orlando Medina                                              |
| 31 marca 1980 | CA Huracán – Independiente 3:1 Néstor J. Candedo, Dante A. Sanabria, Juan C. Silva - Norberto Outes                                                    |
| 31 marca 1980 | Racing Club de Avellaneda – Argentinos Juniors 2:2 Julio J. Olarticoechea, Roberto O. Díaz - Lorenzo Román, Diego Maradona                             |
| 31 marca 1980 | CA Platense – Ferro Carril Oeste 1:0 Miguel A. Juárez                                                                                                  |
| 31 marca 1980 | Boca Juniors – CA Colón 1:0 Hugo Alves |

### Kolejka 11
| Data            | Mecz |
| --------------- | --- |
| 2 kwietnia 1980 | Newell’s Old Boys – CA Argentino de Quilmes 3:0 Santiago Santamaría, Juan A. Acosta, José L. Zuttión                                                                                      |
| 3 kwietnia 1980 | Ferro Carril Oeste – Racing Club de Avellaneda 5:4 Julio Apariente, Gerónimo Saccardi, Rubén A. Rojas, José Rodrigues Neto, Claudio Crocco - Eduardo Montecello (2), Rubén J. Scalise (2) |
| 3 kwietnia 1980 | River Plate – Unión Santa Fe 4:3 Pedro González, Juan R. Carrasco (2), Emilio N. Commisso - Pierino Lattuada (3)                                                                          |
| 3 kwietnia 1980 | Argentinos Juniors – Talleres Córdoba 3:2 Diego Maradona (2), Silvano Espíndola - Luis A. Ludueña, Miguel A. Oviedo mecz rozegrany został na stadionie klubu Atlanta Buenos Aires         |
| 3 kwietnia 1980 | Estudiantes La Plata – Boca Juniors 1:0 Hugo Gottardi |
| 3 kwietnia 1980 | CA Tigre – CA All Boys 2:0 José A. Luñiz, Oscar Ros |
| 3 kwietnia 1980 | San Lorenzo de Almagro – CA Huracán 2:1 Jorge R. Rinaldi, Mario A. Rizzi - Miguel A. Brindisi mecz rozegrany został na stadionie klubu CA Vélez Sarsfield                                 |
| 3 kwietnia 1980 | Independiente – CA Vélez Sarsfield 1:0 Pedro R. Magallanes |
| 3 kwietnia 1980 | CA Colón – CA Platense 0:0 |

### Kolejka 12
| Data            | Mecz |
| --------------- | --- |
| 5 kwietnia 1980 | Talleres Córdoba – Ferro Carril Oeste 2:1 José D. Van Tuyne, Ángel Bocanelli - Rubén A. Rojas mecz rozegrany został na stadionie Estadio Córdoba                      |
| 6 kwietnia 1980 | Boca Juniors – Rosario Central 0:4 Rubén A. Pérez (2), Jorge A. García, Edgardo Teglia                                                                                |
| 6 kwietnia 1980 | CA All Boys – Independiente 2:2 Alberto Brailovsky, Omar Larrosa s - Jorge M. Olguín, Carlos A. Álvarez mecz rozegrany został na stadionie klubu Atlanta Buenos Aires |
| 6 kwietnia 1980 | CA Platense – Estudiantes La Plata 0:0 |
| 6 kwietnia 1980 | CA Huracán – Argentinos Juniors 0:0 |
| 6 kwietnia 1980 | CA Argentino de Quilmes – River Plate 1:1 Luis Andreuchi (k) - Ramón A. Díaz                                                                                          |
| 6 kwietnia 1980 | Unión Santa Fe – CA Tigre 2:0 Mario E. Alberto, Fernando H. Alí |
| 6 kwietnia 1980 | Racing Club de Avellaneda – CA Colón 0:0 |
| 6 kwietnia 1980 | CA Vélez Sarsfield – San Lorenzo de Almagro 0:0 |

### Kolejka 13
| Data             | Mecz |
| ---------------- | --- |
| 13 kwietnia 1980 | Rosario Central – CA Platense 0:0 |
| 13 kwietnia 1980 | Estudiantes La Plata – Racing Club de Avellaneda 3:0 Alberto P. Vivalda s, Víctor Bottaniz s, Sergio Fortunato                                            |
| 13 kwietnia 1980 | CA Colón – Talleres Córdoba 0:0 |
| 13 kwietnia 1980 | Ferro Carril Oeste – CA Huracán 2:2 Miguel Aguilar (2) - René Houseman, Carlos Babington                                                                  |
| 13 kwietnia 1980 | Argentinos Juniors – CA Vélez Sarsfield 1:2 Diego Maradona - Omar R. Jorge, Omar Da Fonseca mecz rozegrany został na stadionie klubu Atlanta Buenos Aires |
| 13 kwietnia 1980 | San Lorenzo de Almagro – CA All Boys 2:1 Juan D. P. Cabrera, Miguel A. Torres - Osvaldo Morandini mecz rozegrany został na stadionie klubu CA Huracán     |
| 13 kwietnia 1980 | Independiente – Unión Santa Fe 2:1 Jorge M. Olguín (k), Norberto Outes - Víctor H. Arroyo                                                                 |
| 13 kwietnia 1980 | CA Tigre – CA Argentino de Quilmes 2:2 José A. Luñiz, Edgardo Paruzzo - Luis Andreuchi, Carlos R. Salguero                                                |
| 13 kwietnia 1980 | River Plate – Newell’s Old Boys 1:1 Juan R. Carrasco - José L. Pavoni s                                                                                   |

### Kolejka 14
| Data             | Mecz |
| ---------------- | --- |
| 18 kwietnia 1980 | Talleres Córdoba – Estudiantes La Plata 5:2 Luis A. Ludueña (2), José O. Berta, Miguel A. Oviedo (k), José O. Reinaldi - Sergio Fortunato (2) mecz rozegrany został na stadionie Estadio Córdoba |
| 20 kwietnia 1980 | Racing Club de Avellaneda – Rosario Central 1:4 Omar P. Roldán - Rubén A. Pérez (2), Edgardo Teglia, Edgardo Bauza (k)                                                                           |
| 20 kwietnia 1980 | Newell’s Old Boys – CA Tigre 3:1 Rolando Barrera, Santiago Santamaría (2) - José A. Luñiz |
| 20 kwietnia 1980 | CA All Boys – Argentinos Juniors 0:0 mecz rozegrany został na stadionie klubu Ferro Carril Oeste                                                                                                 |
| 20 kwietnia 1980 | CA Vélez Sarsfield – Ferro Carril Oeste 0:0 |
| 20 kwietnia 1980 | CA Argentino de Quilmes – Independiente 2:2 Jorge Gáspari, Mario Killer s - Norberto Outes, Rodolfo Zimmermann                                                                                   |
| 20 kwietnia 1980 | CA Huracán – CA Colón 2:1 Dante A. Sanabria (2) - Jorge Casaccio |
| 20 kwietnia 1980 | Unión Santa Fe – San Lorenzo de Almagro 0:1 Miguel A. Torres |
| 20 kwietnia 1980 | CA Platense – Boca Juniors 0:0 według RSSSF mecz rozegrany został na stadionie klubu Atlanta Buenos Aires                                                                                        |

### Kolejka 15
| Data             | Mecz |
| ---------------- | --- |
| 22 kwietnia 1980 | CA Tigre – River Plate 1:3 Oscar Ros - Roberto Gordon, Carlos D. Tapia, Reinhardt Mántaras s mecz rozegrany został na stadionie klubu CA Vélez Sarsfield                |
| 23 kwietnia 1980 | Boca Juniors – Racing Club de Avellaneda 1:1 Miguel A. Bordón - Ricardo O. Alonso (k)                                                                                   |
| 23 kwietnia 1980 | Rosario Central – Talleres Córdoba 0:2 Ángel G. Hoyos, Humberto R. Bravo                                                                                                |
| 23 kwietnia 1980 | Estudiantes La Plata – CA Huracán 0:0 |
| 23 kwietnia 1980 | CA Colón – CA Vélez Sarsfield 1:0 Mario Cariaga |
| 23 kwietnia 1980 | Ferro Carril Oeste – CA All Boys 2:0 Adolfino Cañete, Félix Zárate González s mecz rozegrany został na stadionie klubu CA Vélez Sarsfield                               |
| 23 kwietnia 1980 | Argentinos Juniors – Unión Santa Fe 1:3 Diego Maradona - Fernando H. Alí, Pierino Lattuada, Hugo I. López mecz rozegrany został na stadionie klubu Atlanta Buenos Aires |
| 23 kwietnia 1980 | San Lorenzo de Almagro – CA Argentino de Quilmes 1:1 Mario A. Rizzi - Alberto Fanesi według RSSSF mecz rozegrany został na stadionie klubu CA Huracán                   |
| 23 kwietnia 1980 | Independiente – Newell’s Old Boys 0:5 Roque Alfaro (3, 1k), Santiago Santamaría (2)                                                                                     |

### Kolejka 16
| Data             | Mecz |
| ---------------- | --- |
| 26 kwietnia 1980 | Talleres Córdoba – Boca Juniors 1:1 Angel G. Hoyos - Miguel A. Bordón mecz rozegrany został na stadionie Estadio Córdoba   |
| 27 kwietnia 1980 | River Plate – Independiente 1:1 Roberto Gordon - Carlos A. Álvarez                                                         |
| 27 kwietnia 1980 | Newell’s Old Boys – San Lorenzo de Almagro 2:2 Américo Gallego, Santiago Santamaría - Miguel A. Torres, Mario A. Rizzi (k) |
| 27 kwietnia 1980 | CA Argentino de Quilmes – Argentinos Juniors 1:0 Luis Andreuchi                                                            |
| 27 kwietnia 1980 | Unión Santa Fe – Ferro Carril Oeste 2:1 Pierino Lattuada, Arsenio Ribecca - Julio Apariente                                |
| 27 kwietnia 1980 | CA All Boys – CA Colón 0:2 Jorge Casaccio, Hugo Villarruel                                                                 |
| 27 kwietnia 1980 | CA Vélez Sarsfield – Estudiantes La Plata 0:0                                                                              |
| 27 kwietnia 1980 | CA Huracán – Rosario Central 0:0                                                                                           |
| 27 kwietnia 1980 | Racing Club de Avellaneda – CA Platense 1:0 Ricardo O. Alonso (k)                                                          |

### Kolejka 17
| Data         | Mecz |
| ------------ | --- |
| 28 maja 1980 | San Lorenzo de Almagro – River Plate 1:1 Mario A. Rizzi - Pedro González mecz rozegrany został na stadionie klubu CA Huracán                                                                                  |
| 28 maja 1980 | Boca Juniors – CA Huracán 2:1 Jorge Ribolzi (k), José L. Tesare - Carlos Babington |
| 28 maja 1980 | Independiente – CA Tigre 1:1 Antonio Alzamendi - José A. Luñiz |
| 28 maja 1980 | Argentinos Juniors – Newell’s Old Boys 4:2 Eduardo Solari (k), Diego Maradona (2), Roberto Aguerópolis s - Santiago Santamaría, Rolando Barrera mecz rozegrany został na stadionie klubu Atlanta Buenos Aires |
| 28 maja 1980 | Ferro Carril Oeste – CA Argentino de Quilmes 1:1 Bernabé A. Palacios s - Jorge Gáspari według RSSSF mecz rozegrany został na stadionie klubu Chacarita Juniors                                                |
| 28 maja 1980 | CA Colón – Unión Santa Fe 0:1 Fernando H. Alí |
| 28 maja 1980 | CA Platense – Talleres Córdoba 3:1 Miguel A. Juárez, Ramón Bóveda, Eduardo E. Oviedo - Ángel Bocanelli mecz rozegrany został na stadionie klubu River Plate                                                   |
| 28 maja 1980 | Estudiantes La Plata – CA All Boys 2:1 Patricio Hernández, Hugo Gottardi - Luis Pérez Medone |
| 28 maja 1980 | Rosario Central – CA Vélez Sarsfield 1:1 Edgardo Bauza (k) - Carlos Ischia |

### Kolejka 18
| Data        | Mecz |
| ----------- | --- |
| 5 maja 1980 | Talleres Córdoba – Racing Club de Avellaneda 1:1 Miguel A. Oviedo - José R. Scalise mecz rozegrany został na stadionie Estadio Córdoba |
| 5 maja 1980 | CA Vélez Sarsfield – Boca Juniors 1:0 Miguel A. Bordón s                                                                               |
| 5 maja 1980 | River Plate – Argentinos Juniors 0:2 Diego Maradona (2)                                                                                |
| 5 maja 1980 | Newell’s Old Boys – Ferro Carril Oeste 0:0                                                                                             |
| 5 maja 1980 | CA Argentino de Quilmes – CA Colón 0:0                                                                                                 |
| 5 maja 1980 | Unión Santa Fe – Estudiantes La Plata 1:0 Víctor H. Arroyo                                                                             |
| 5 maja 1980 | CA All Boys – Rosario Central 1:0 Epifanio Medina                                                                                      |
| 5 maja 1980 | CA Huracán – CA Platense 1:2 Miguel Brindisi - Miguel A. Juárez (2)                                                                    |
| 5 maja 1980 | CA Tigre – San Lorenzo de Almagro 0:0                                                                                                  |

### Kolejka 19
| Data         | Mecz |
| ------------ | --- |
| 25 maja 1980 | CA Colón – Newell’s Old Boys 3:1 Ricardo A. Roldán, Hugo Villarruel, Pedro P. Pasculli - Rolando Barrera                                             |
| 25 maja 1980 | Racing Club de Avellaneda – CA Huracán 0:0 |
| 25 maja 1980 | CA Platense – CA Vélez Sarsfield 2:1 Miguel A. Juárez (2) - Jorge A. Sanabria                                                                        |
| 25 maja 1980 | Argentinos Juniors – CA Tigre 2:1 Silvano Espíndola, Diego Maradona - Edgardo Di Meola mecz rozegrany został na stadionie klubu Atlanta Buenos Aires |
| 25 maja 1980 | Rosario Central – Unión Santa Fe 2:0 Edgardo Bauza (2, 1k)                                                                                           |
| 25 maja 1980 | Ferro Carril Oeste – River Plate 1:3 Julio Apariente (k) - Norberto Alonso, Daniel Passarella, Ramón A. Díaz                                         |
| 25 maja 1980 | Boca Juniors – CA All Boys 1:1 Jorge Ribolzi (k) - Omar J. Alí                                                                                       |
| 25 maja 1980 | San Lorenzo de Almagro – Independiente 1:1 Mario A. Rizzi - Pedro R. Magallanes mecz rozegrany został na stadionie klubu CA Huracán                  |
| 25 maja 1980 | Estudiantes La Plata – CA Argentino de Quilmes 1:0 Patricio Hernández                                                                                |

### Kolejka 20
| Data           | Mecz |
| -------------- | --- |
| 31 maja 1980   | Talleres Córdoba – CA Huracán 1:5 José O. Reinaldi - Dante A. Sanabria (3), Ángel Hoyos s, Miguel Brindisi mecz rozegrany został na stadionie Estadio Córdoba |
| 1 czerwca 1980 | Argentinos Juniors – Independiente 1:0 Carlos A. Carrizo (k) mecz rozegrany został na stadionie klubu Atlanta Buenos Aires                                    |
| 1 czerwca 1980 | Ferro Carril Oeste – CA Tigre 2:1 Sergio García s, Claudio Crocco - Edgardo Di Meola                                                                          |
| 1 czerwca 1980 | CA Colón – River Plate 1:3 Mario Cariaga - Norberto Alonso (2), Leopoldo Luque                                                                                |
| 1 czerwca 1980 | Estudiantes La Plata – Newell’s Old Boys 0:5 Víctor R. Ramos, José L. Zuttión, Rolando Barrera (3)                                                            |
| 1 czerwca 1980 | Rosario Central – CA Argentino de Quilmes 0:0 |
| 1 czerwca 1980 | Boca Juniors – Unión Santa Fe 1:0 Hugo Perotti |
| 1 czerwca 1980 | CA Platense – CA All Boys 1:1 Heriberto Correa - Epifanio Medina (k)                                                                                          |
| 1 czerwca 1980 | Racing Club de Avellaneda – CA Vélez Sarsfield 1:1 Néstor Barú - José A. Castro                                                                               |

### Kolejka 21
| Data           | Mecz |
| -------------- | --- |
| 4 czerwca 1980 | CA Vélez Sarsfield – Talleres Córdoba 0:1 Ángel Bocanelli                                                                                  |
| 4 czerwca 1980 | CA All Boys – Racing Club de Avellaneda 1:1 Ricardo Lazbal (k) - Juan Barbas mecz rozegrany został na stadionie klubu Atlanta Buenos Aires |
| 4 czerwca 1980 | Unión Santa Fe – CA Platense 1:0 Arsenio Ribecca                                                                                           |
| 4 czerwca 1980 | CA Argentino de Quilmes – Boca Juniors 2:2 Miguel A. Filardo, Erwin Romero - Carlos Randazzo (2)                                           |
| 4 czerwca 1980 | Newell’s Old Boys – Rosario Central 0:1 Jorge A. García                                                                                    |
| 4 czerwca 1980 | River Plate – Estudiantes La Plata 1:1 Daniel Passarella - Patricio Hernández                                                              |
| 4 czerwca 1980 | CA Tigre – CA Colón 2:0 Jorge Río, Edgardo Paruzzo według RSSSF mecz rozegrany został na stadionie klubu Chacarita Juniors                 |
| 4 czerwca 1980 | Independiente – Ferro Carril Oeste 2:0 Pedro R. Magallanes, Osvaldo Mazo                                                                   |
| 4 czerwca 1980 | San Lorenzo de Almagro – Argentinos Juniors 1:1 Walter Perazzo - Diego Maradona mecz rozegrany został na stadionie klubu CA Huracán        |

### Kolejka 22
| Data           | Mecz |
| -------------- | --- |
| 7 czerwca 1980 | Talleres Córdoba – CA All Boys 0:0 mecz rozegrany został na stadionie Estadio Córdoba                                                 |
| 8 czerwca 1980 | Boca Juniors – Newell’s Old Boys 3:0 Hugo Perotti (2), Jorge Ribolzi (k)                                                              |
| 8 czerwca 1980 | CA Huracán – CA Vélez Sarsfield 5:1 Carlos Babington (2, 1k), José J. González s, Dante Sanabria, Miguel Brindisi - Jorge A. Sanabria |
| 8 czerwca 1980 | Racing Club de Avellaneda – Unión Santa Fe 1:1 Hugo Zavagno - Víctor H. Arroyo                                                        |
| 8 czerwca 1980 | CA Platense – CA Argentino de Quilmes 2:1 Eduardo E. Oviedo (2) - Claudio Ginanni s                                                   |
| 8 czerwca 1980 | Rosario Central – River Plate 0:0 |
| 8 czerwca 1980 | Estudiantes La Plata – CA Tigre 1:1 Sergio Fortunato - Edgardo Paruzzo                                                                |
| 8 czerwca 1980 | CA Colón – Independiente 2:1 Jorge Casaccio, Pedro Pasculli - Pedro R. Magallanes                                                     |
| 8 czerwca 1980 | Ferro Carril Oeste – San Lorenzo de Almagro 2:1 Julio Apariente, Juan D. Rocchia - Mario A. Rizzi                                     |

### Kolejka 23
| Data            | Mecz |
| --------------- | --- |
| 15 czerwca 1980 | CA All Boys – CA Huracán 1:4 Ricardo Lazbal - Dante A. Sanabria, Néstor J. Candedo, Miguel Brindisi, René Houseman                            |
| 15 czerwca 1980 | Unión Santa Fe – Talleres Córdoba 0:1 Humberto R. Bravo                                                                                       |
| 15 czerwca 1980 | CA Argentino de Quilmes – Racing Club de Avellaneda 0:0                                                                                       |
| 15 czerwca 1980 | Newell’s Old Boys – CA Platense 0:2 Miguel A. Juárez, Raúl Grimoldi                                                                           |
| 15 czerwca 1980 | CA Tigre – Rosario Central 0:0 |
| 15 czerwca 1980 | Independiente – Estudiantes La Plata 0:1 Patricio Hernández                                                                                   |
| 15 czerwca 1980 | San Lorenzo de Almagro – CA Colón 4:0 Hugo Coscia (2), Mario A. Rizzi (k), Walter Perazzo mecz rozegrany został na stadionie klubu CA Huracán |
| 15 czerwca 1980 | Argentinos Juniors – Ferro Carril Oeste 1:1 Rubén A. Ríos - Rubén A. Rojas mecz rozegrany został na stadionie klubu Atlanta Buenos Aires      |
| 15 czerwca 1980 | River Plate – Boca Juniors 2:1 Daniel Passarella, Leopoldo Luque - Carlos H. Salinas                                                          |

### Kolejka 24
| Data            | Mecz |
| --------------- | --- |
| 19 czerwca 1980 | Talleres Córdoba – CA Argentino de Quilmes 4:2 José O. Reinaldi (2), Miguel A. Oviedo (k), Ángel G. Hoyos - Horacio Milozzi, Carlos Salguero mecz rozegrany został na stadionie Estadio Córdoba |
| 19 czerwca 1980 | CA Platense – River Plate 0:2 Leopoldo Luque, Ramón A. Díaz mecz rozegrany został na stadionie klubu Atlanta Buenos Aires                                                                       |
| 19 czerwca 1980 | CA Colón – Argentinos Juniors 3:1 Hugo Villarruel, Alberto A. Monzón, Jorge Casaccio - Rubén Favret                                                                                             |
| 19 czerwca 1980 | Rosario Central – Independiente 2:1 Guillermo Trama, José L. Gaitán - Norberto Outes |
| 19 czerwca 1980 | Boca Juniors – CA Tigre 2:0 Jorge Coch, Jorge Ribolzi (k) |
| 19 czerwca 1980 | CA Huracán – Unión Santa Fe 1:2 Carlos Babington (k) - Pierino Lattuada, Eduardo R. Sánchez |
| 19 czerwca 1980 | Racing Club de Avellaneda – Newell’s Old Boys 0:0 |
| 19 czerwca 1980 | Estudiantes La Plata – San Lorenzo de Almagro 1:0 Patricio Hernández |
| 20 czerwca 1980 | CA Vélez Sarsfield – CA All Boys 0:0 |

### Kolejka 25
| Data            | Mecz |
| --------------- | --- |
| 22 czerwca 1980 | Ferro Carril Oeste – CA Colón 5:1 Claudio Crocco (2), Julio Apariente (3, 2k) - Jorge Casaccio                               |
| 22 czerwca 1980 | CA Argentino de Quilmes – CA Huracán 1:1 Sergio Saucedo - Carlos Babington (k)                                               |
| 22 czerwca 1980 | Unión Santa Fe – CA Vélez Sarsfield 2:0 Eduardo R. Sánchez, Víctor H. Arroyo                                                 |
| 22 czerwca 1980 | Argentinos Juniors – Estudiantes La Plata 1:0 Carlos A. Carrizo mecz rozegrany został na stadionie klubu Argentinos Juniors  |
| 22 czerwca 1980 | Independiente – Boca Juniors 0:1 Jorge Ribolzi                                                                               |
| 22 czerwca 1980 | River Plate – Racing Club de Avellaneda 2:0 Pedro González, Leopoldo Luque                                                   |
| 22 czerwca 1980 | CA Tigre – CA Platense 0:1 Eduardo E. Oviedo                                                                                 |
| 22 czerwca 1980 | San Lorenzo de Almagro – Rosario Central 2:0 Hugo Coscia, Mario A. Rizzi mecz rozegrany został na stadionie klubu CA Huracán |
| 22 czerwca 1980 | Newell’s Old Boys – Talleres Córdoba 1:1 Víctor R. Ramos - Ángel G. Hoyos                                                    |

### Kolejka 26
| Data            | Mecz |
| --------------- | --- |
| 29 czerwca 1980 | Estudiantes La Plata – Ferro Carril Oeste 1:1 Patricio Hernández - Héctor Cúper                             |
| 29 czerwca 1980 | Rosario Central – Argentinos Juniors 5:0 Edgardo Bauza (2, 2k), Guillermo Trama, Félix Orte, José L. Gaitán |
| 29 czerwca 1980 | Boca Juniors – San Lorenzo de Almagro 1:1 Mario Zanabria - Hugo Coscia                                      |
| 29 czerwca 1980 | CA Platense – Independiente 0:0 mecz rozegrany został na stadionie klubu Atlanta Buenos Aires               |
| 29 czerwca 1980 | Racing Club de Avellaneda – CA Tigre 2:1 Roberto O. Díaz (2) - Edgardo Paruzzo                              |
| 29 czerwca 1980 | Talleres Córdoba – River Plate 0:1 Pedro González mecz rozegrany został na stadionie Estadio Córdoba        |
| 29 czerwca 1980 | CA Huracán – Newell’s Old Boys 1:1 Carlos Babington (k) - Víctor R. Ramos                                   |
| 29 czerwca 1980 | CA Vélez Sarsfield – CA Argentino de Quilmes 2:1 Pedro Larraquy, José A. Castro - Daniel A. Godoy           |
| 29 czerwca 1980 | CA All Boys – Unión Santa Fe 0:1 Fernando H. Alí                                                            |

### Kolejka 27
| Data         | Mecz |
| ------------ | --- |
| 2 lipca 1980 | Argentinos Juniors – Boca Juniors 1:1 José L. Petti - Carlos Randazzo mecz rozegrany został na stadionie klubu Atlanta Buenos Aires                       |
| 2 lipca 1980 | CA Argentino de Quilmes – CA All Boys 0:1 Alberto Brailovsky                                                                                              |
| 2 lipca 1980 | Newell’s Old Boys – CA Vélez Sarsfield 0:0 |
| 2 lipca 1980 | River Plate – CA Huracán 0:1 Miguel Brindisi |
| 2 lipca 1980 | CA Tigre – Talleres Córdoba 1:4 Reinhardt Mántaras (k) - Humberto R. Bravo (3), Ángel G. Hoyos mecz rozegrany został na stadionie klubu Chacarita Juniors |
| 2 lipca 1980 | Independiente – Racing Club de Avellaneda 1:0 Antonio Alzamendi                                                                                           |
| 2 lipca 1980 | San Lorenzo de Almagro – CA Platense 1:1 Hugo Coscia - Eduardo E. Oviedo mecz rozegrany został na stadionie klubu CA Huracán                              |
| 2 lipca 1980 | Ferro Carril Oeste – Rosario Central 2:0 Juan D. Rocchia, Julio Apariente mecz rozegrany został na stadionie klubu CA Vélez Sarsfield                     |
| 2 lipca 1980 | CA Colón – Estudiantes La Plata 2:1 Pedro P. Pasculli (2) - Patricio Hernández                                                                            |

### Kolejka 28
| Data         | Mecz |
| ------------ | --- |
| 5 lipca 1980 | Talleres Córdoba – Independiente 5:0 Ángel Bocanelli, Antonio R. Alderete, Miguel A. Oviedo, Humberto R. Bravo (2) mecz rozegrany został na stadionie Estadio Córdoba |
| 6 lipca 1980 | Boca Juniors – Ferro Carril Oeste 3:3 Jorge Ribolzi, Carlos Randazzo, Hugo Perotti - Julio Apariente, Claudio Crocco, Jorge Brandoni                                  |
| 6 lipca 1980 | CA Platense – Argentinos Juniors 1:1 Miguel A. Juárez - Diego Maradona                                                                                                |
| 6 lipca 1980 | Racing Club de Avellaneda – San Lorenzo de Almagro 4:1 Roberto O. Díaz (2), Eduardo Montecello, Ricardo O. Alonso (k) - Hugo Coscia (k)                               |
| 6 lipca 1980 | CA Huracán – CA Tigre 5:1 Dante A. Sanabria (3), Miguel Brindisi, Reinhardt Mántaras s - Edgardo Paruzzo                                                              |
| 6 lipca 1980 | CA Vélez Sarsfield – River Plate 0:1 Daniel Passarella |
| 6 lipca 1980 | CA All Boys – Newell’s Old Boys 2:2 Alberto Brailovsky, Osvaldo Morandini - José L. Zuttión, Rolando R. Barrera                                                       |
| 6 lipca 1980 | Unión Santa Fe – CA Argentino de Quilmes 1:0 Alberto Fanesi s |
| 6 lipca 1980 | Rosario Central – CA Colón 4:1 Jorge A. García (2), Guillermo Trama (2) - Pedro P. Pasculli                                                                           |

### Kolejka 29
| Data         | Mecz |
| ------------ | --- |
| 8 lipca 1980 | CA Colón – Boca Juniors 0:1 Oscar Ruggeri                                                                                                  |
| 8 lipca 1980 | Newell’s Old Boys – Unión Santa Fe 2:1 Américo Gallego, Roberto Rodríguez - Pablo Cárdenas                                                 |
| 8 lipca 1980 | River Plate – CA All Boys 5:0 Norberto Alonso (3), Emilio N. Commisso, Ramón A. Díaz                                                       |
| 8 lipca 1980 | CA Tigre – CA Vélez Sarsfield 0:0 |
| 8 lipca 1980 | Independiente – CA Huracán 1:1 Pedro R. Magallanes - Carlos Babington (k)                                                                  |
| 8 lipca 1980 | San Lorenzo de Almagro – Talleres Córdoba 1:1 Víctor Marchetti (k) - Humberto R. Bravo mecz rozegrany został na stadionie klubu CA Huracán |
| 8 lipca 1980 | Argentinos Juniors – Racing Club de Avellaneda 1:0 Lorenzo Román mecz rozegrany został na stadionie klubu Atlanta Buenos Aires             |
| 8 lipca 1980 | Ferro Carril Oeste – CA Platense 1:2 Gerónimo Saccardi - Miguel A. Juárez (k), Ramón Bóveda                                                |
| 8 lipca 1980 | Estudiantes La Plata – Rosario Central 1:1 Patricio Hernández - Jorge A. García                                                            |

### Kolejka 30
| Data          | Mecz                                                                                         |
| ------------- | -------------------------------------------------------------------------------------------- |
| 13 lipca 1980 | CA Vélez Sarsfield – Independiente 2:1 Pedro Larraquy (2, 1k) - Jorge M. Olguín              |
| 13 lipca 1980 | Talleres Córdoba – Argentinos Juniors 0:0 mecz rozegrany został na stadionie Estadio Córdoba |
| 13 lipca 1980 | CA Huracán – San Lorenzo de Almagro 1:0 Carlos Babington                                     |
| 13 lipca 1980 | CA All Boys – CA Tigre 1:1 Alberto Brailovsky - Oscar Ros                                    |
| 13 lipca 1980 | Unión Santa Fe – River Plate 0:0 mecz rozegrany został na stadionie klubu CA Colón           |
| 13 lipca 1980 | CA Platense – CA Colón 0:1 Hugo Villarruel                                                   |
| 13 lipca 1980 | Boca Juniors – Estudiantes La Plata 2:0 Luis A. Amorone s, Jorge Coch                        |
| 13 lipca 1980 | CA Argentino de Quilmes – Newell’s Old Boys 1:0 Horacio Milozzi (k)                          |
| 13 lipca 1980 | Racing Club de Avellaneda – Ferro Carril Oeste 0:0                                           |

### Kolejka 31
| Data          | Mecz |
| ------------- | --- |
| 20 lipca 1980 | River Plate – CA Argentino de Quilmes 3:1 Leopoldo Luque (2), Ramón A. Díaz - Miguel Batalla                                           |
| 20 lipca 1980 | CA Tigre – Unión Santa Fe 2:1 Edgardo Paruzzo (2) - Arsenio Ribecca                                                                    |
| 20 lipca 1980 | Independiente – CA All Boys 2:1 Rodolfo Zimmermann, Fernando Rodríguez - Omar J. Alí                                                   |
| 20 lipca 1980 | San Lorenzo de Almagro – CA Vélez Sarsfield 1:1 Víctor Marchetti - Carlos Ischia mecz rozegrany został na stadionie klubu CA Huracán   |
| 20 lipca 1980 | Argentinos Juniors – CA Huracán 1:1 Daniel N. García - Dante A. Sanabria mecz rozegrany został na stadionie klubu Atlanta Buenos Aires |
| 20 lipca 1980 | Ferro Carril Oeste – Talleres Córdoba 2:2 Héctor Arregui, Julio Apariente - Héctor Cúper s, Luis A. Ludueña                            |
| 20 lipca 1980 | CA Colón – Racing Club de Avellaneda 2:1 Alberto A. Monzón (2) - Gabriel H. Calderón                                                   |
| 20 lipca 1980 | Estudiantes La Plata – CA Platense 2:0 Hugo Gottardi, Sergio Gurrieri                                                                  |
| 20 lipca 1980 | Rosario Central – Boca Juniors 2:2 Eduardo Bacas, Oscar Agonil - Jorge Coch, Jorge Ribolzi (k)                                         |

### Kolejka 32
| Data          | Mecz |
| ------------- | --- |
| 26 lipca 1980 | Talleres Córdoba – CA Colón 2:3 Miguel A. Oviedo (k), Luis A. Ludueña - Pedro P. Pasculli, Hugo Villarruel, Ricardo A. Roldán mecz rozegrany został na stadionie Estadio Córdoba |
| 27 lipca 1980 | Newell’s Old Boys – River Plate 0:1 Daniel Passarella |
| 27 lipca 1980 | Unión Santa Fe – Independiente 2:1 Pierino Lattuada (k), Fernando H. Alí - Jorge M. Olguín (k)                                                                                   |
| 27 lipca 1980 | Racing Club de Avellaneda – Estudiantes La Plata 4:0 Omar P. Roldán, Ricardo O. Alonso (k), Carlos A. López (2)                                                                  |
| 27 lipca 1980 | CA Vélez Sarsfield – Argentinos Juniors 1:1 Osvaldo Damiano - Rubén Favret |
| 27 lipca 1980 | CA Argentino de Quilmes – CA Tigre 4:1 Daniel A. Godoy, Luis Andreuchi (3) - Edgardo Paruzzo                                                                                     |
| 27 lipca 1980 | CA Huracán – Ferro Carril Oeste 2:2 Carlos Babington, Dante A. Sanabria - Carlos A. Molina, Julio Apariente (k)                                                                  |
| 27 lipca 1980 | CA All Boys – San Lorenzo de Almagro 1:1 Alberto Brailovsky - Hugo Pena mecz rozegrany został na stadionie klubu Ferro Carril Oeste                                              |
| 27 lipca 1980 | CA Platense – Rosario Central 0:0 |

### Kolejka 33
| Data            | Mecz |
| --------------- | --- |
| 3 sierpnia 1980 | CA Tigre – Newell’s Old Boys 3:4 Edgardo Paruzzo (k), Rubén Kresevich, Walter Fiori - Roberto O. Rodríguez, Santiago Santamaría, José L. Zuttión, Víctor R. Ramos mecz rozegrany został na stadionie klubu Chacarita Juniors |
| 3 sierpnia 1980 | Independiente – CA Argentino de Quilmes 1:0 Jorge M. Olguín |
| 3 sierpnia 1980 | San Lorenzo de Almagro – Unión Santa Fe 3:2 Mario A. Rizzi (3) - Carlos A. Mendoza (2) mecz rozegrany został na stadionie klubu CA Huracán                                                                                   |
| 3 sierpnia 1980 | Argentinos Juniors – CA All Boys 3:3 Diego Maradona (2, 1k), Silvano Espíndola - Rodolfo A. Juárez, Alberto Brailovsky (k), Omar J. Alí mecz rozegrany został na stadionie klubu Atlanta Buenos Aires                        |
| 3 sierpnia 1980 | Ferro Carril Oeste – CA Vélez Sarsfield 1:2 Julio Apariente - Osvaldo Damiano, José A. Castro mecz rozegrany został na stadionie klubu River Plate                                                                           |
| 3 sierpnia 1980 | CA Colón – CA Huracán 2:2 Mario Cariaga (2) - Roque Avallay, Dante A. Sanabria |
| 3 sierpnia 1980 | Rosario Central – Racing Club de Avellaneda 1:1 Edgardo Bauza - Hugo Zavagno |
| 3 sierpnia 1980 | Boca Juniors – CA Platense 0:0 |
| 3 sierpnia 1980 | Estudiantes La Plata – Talleres Córdoba 0:0 mecz przerwany w 20 minucie – dokończony następnego dnia |
| 4 sierpnia 1980 | Estudiantes La Plata – Talleres Córdoba 0:3 José O. Reinaldi, Ángel Bocanelli (2) dokończenie brakujących 70 minut z 3 sierpnia 1980                                                                                         |

### Kolejka 34
| Data            | Mecz |
| --------------- | --- |
| 7 sierpnia 1980 | Racing Club de Avellaneda – Boca Juniors 0:0 |
| 7 sierpnia 1980 | Talleres Córdoba – Rosario Central 2:2 Humberto R. Bravo, José O. Reinaldi - Oscar Agonil, Jorge A. García mecz rozegrany został na stadionie Estadio Córdoba |
| 7 sierpnia 1980 | CA Huracán – Estudiantes La Plata 0:1 Rubén Galletti |
| 7 sierpnia 1980 | CA Vélez Sarsfield – CA Colón 1:1 José A. Castro - Hugo Villarruel |
| 7 sierpnia 1980 | CA All Boys – Ferro Carril Oeste 1:4 Alberto Brailovsky - Rubén A. Rojas (3), Carlos Arregui |
| 7 sierpnia 1980 | Unión Santa Fe – Argentinos Juniors 2:1 Fernando H. Alí, Oscar Regenhardt - Diego Maradona |
| 7 sierpnia 1980 | CA Argentino de Quilmes – San Lorenzo de Almagro 1:0 Miguel Batalla |
| 7 sierpnia 1980 | Newell’s Old Boys – Independiente 0:0 |
| 7 sierpnia 1980 | River Plate – CA Tigre 3:1 Widzów: 8000 Sędzia: Del Bello Bramki: 1:0 Oscar Ro 11s, 1:1 Alfredo O. Márquez 37, 2:1 Emilio N. Commisso 60, 3:1 Leopoldo Luque Club Atlético River Plate: Fillol – Saporiti, Pavoni, Passarella, Tarantini – López, Merlo, Alonso – González, Leopoldo Luque, Emilio N. Commisso. Trener: Labruna. Club Atlético Tigre: García – Oscar Ro, Maiola, Sanz, Alfredo O. Márquez – Krecevich (83 Pannunzio), Lemme, Fiori (70 Giacopuzzi) – Montes, Paruzzo, Carrizo. |

### Kolejka 35
| Data             | Mecz |
| ---------------- | --- |
| 10 sierpnia 1980 | Boca Juniors – Talleres Córdoba 0:0 |
| 10 sierpnia 1980 | Independiente – River Plate 2:2 Osvaldo Mazo, Antonio Alzamendi - Leopoldo Luque, Daniel Passarella (k)                                                          |
| 10 sierpnia 1980 | San Lorenzo de Almagro – Newell’s Old Boys 2:1 Miguel A. Torres (2) - Juan A. Acosta mecz rozegrany został na stadionie klubu CA Huracán                         |
| 10 sierpnia 1980 | CA Platense – Racing Club de Avellaneda 2:2 Heriberto Correa (k), Eduardo E. Oviedo - Roberto O. Díaz (2)                                                        |
| 10 sierpnia 1980 | Ferro Carril Oeste – Unión Santa Fe 3:1 Claudio Crocco, Carlos Arregui, Rubén A. Rojas - Roberto Gómez s                                                         |
| 10 sierpnia 1980 | Argentinos Juniors – CA Argentino de Quilmes 2:2 Diego Maradona (2) - Jorge Gáspari, Abel Moralejo mecz rozegrany został na stadionie klubu Atlanta Buenos Aires |
| 10 sierpnia 1980 | CA Colón – CA All Boys 1:0 Omar Atondo |
| 10 sierpnia 1980 | Rosario Central – CA Huracán 2:1 Edgardo Bauza (2) - Dante Sanabria                                                                                              |
| 10 sierpnia 1980 | Estudiantes La Plata – CA Vélez Sarsfield 3:1 Rubén Galletti, Hugo Gottardi, Patricio Hernández - Osvaldo Damiano                                                |

### Kolejka 36
| Data             | Mecz |
| ---------------- | --- |
| 17 sierpnia 1980 | Talleres Córdoba – CA Platense 3:3 Luis A. Ludueña, Ángel Bocanelli, Humberto R. Bravo - Ramón Bóveda (2), Eduardo E. Oviedo mecz rozegrany został na stadionie Estadio Córdoba |
| 17 sierpnia 1980 | CA Huracán – Boca Juniors 1:3 Dante A. Sanabria - Jorge J. Benítez (2), Jorge Ribolzi                                                                                           |
| 17 sierpnia 1980 | CA Argentino de Quilmes – Ferro Carril Oeste 2:1 Abel Moralejo, Miguel A. Filardo - Héctor Cúper                                                                                |
| 17 sierpnia 1980 | River Plate – San Lorenzo de Almagro 2:0 Norberto Alonso, Ramón A. Díaz |
| 17 sierpnia 1980 | Unión Santa Fe – CA Colón 3:1 Ángel Landucci, Oscar Regenhardt, Eduardo Stehlik - Raúl F. Agüero                                                                                |
| 17 sierpnia 1980 | CA Tigre – Independiente 0:1 Jorge M. Olguín |
| 17 sierpnia 1980 | CA Vélez Sarsfield – Rosario Central 3:0 Jorge A. Sanabria, Pedro Larraquy, Julio C. Jiménez                                                                                    |
| 17 sierpnia 1980 | CA All Boys – Estudiantes La Plata 1:1 Daniel Lamolla (k) - Oscar Galletti |
| 17 sierpnia 1980 | Newll’s Old Boys – Argentinos Juniors 1:1 Juan A. Acosta - José L. Petti |

### Kolejka 37
| Data             | Mecz |
| ---------------- | --- |
| 24 sierpnia 1980 | Boca Juniors – CA Vélez Sarsfield 1:2 Jorge Ribolzi (k) - Armando I. Quinteros, José A. Castro |
| 24 sierpnia 1980 | San Lorenzo de Almagro – CA Tigre 3:0 Hugo Pena, Miguel A. Torres, Víctor Marchetti mecz rozegrany został na stadionie klubu CA Huracán                                                                     |
| 24 sierpnia 1980 | Argentinos Juniors – River Plate 4:2 Ricardo Giusti, Héctor Arrieta, José L. Petti, Eugenio Morel Bogado - Oscar A. Ortiz, Emilio N. Commisso mecz rozegrany został na stadionie klubu Atlanta Buenos Aires |
| 24 sierpnia 1980 | Ferro Carril Oeste – Newell’s Old Boys 0:0 |
| 24 sierpnia 1980 | CA Colón – CA Argentino de Quilmes 1:0 Raúl F. Agüero |
| 24 sierpnia 1980 | Estudiantes La Plata – Unión Santa Fe 1:1 Juan R. Verón - Arsenio Ribecca |
| 24 sierpnia 1980 | Rosario Central – CA All Boys 2:2 Edgardo Bauza, Félix Orte - Rodolfo A. Juárez, Manuel F. Palavecino |
| 24 sierpnia 1980 | CA Platense – CA Huracán 4:0 Eduardo E. Oviedo, Horacio Magalhaes, Ramón Bóveda, Américo Pesoa |
| 24 sierpnia 1980 | Racing Club de Avellaneda – Talleres Córdoba 1:0 José R. Scalise |

### Kolejka 38
| Data             | Mecz |
| ---------------- | --- |
| 31 sierpnia 1980 | River Plate – Ferro Carril Oeste 2:1 Ramón A. Díaz (2) - Héctor Arregui                                              |
| 31 sierpnia 1980 | CA Tigre – Argentinos Juniors 1:4 Edgardo Paruzzo (k) - Silvano Espíndola (2), Carlos A. Vidal, Eugenio Morel Bogado |
| 31 sierpnia 1980 | Newell’s Old Boys – CA Colón 2:0 Héctor Yazalde, Santiago Santamaría (k)                                             |
| 31 sierpnia 1980 | CA Vélez Sarsfield – CA Platense 1:1 Jorge A. Sanabria - Américo Pesoa (k)                                           |
| 31 sierpnia 1980 | CA Argentino de Quilmes – Estudiantes La Plata 0:0                                                                   |
| 31 sierpnia 1980 | Unión Santa Fe – Rosario Central 1:1 Augusto Sánchez - Félix Orte                                                    |
| 31 sierpnia 1980 | Independiente – San Lorenzo de Almagro 0:0                                                                           |
| 31 sierpnia 1980 | CA Huracán – Racing Club de Avellaneda 0:0                                                                           |
| 31 sierpnia 1980 | CA All Boys – Boca Juniors 0:1 Ricardo Gareca                                                                        |

### Końcowa tabela Metropolitano 1980
| Poz | Klub                      | Mecze | Zw | Rem | Por | Pkt | BrZd | BrStr |
| --- | ------------------------- | ----- | -- | --- | --- | --- | ---- | ----- |
| 1   | River Plate               | 36    | 20 | 11  | 5   | 51  | 64   | 33    |
| 2   | Argentinos Juniors        | 36    | 13 | 16  | 7   | 42  | 57   | 48    |
| 3   | Talleres Córdoba          | 36    | 12 | 17  | 7   | 41  | 58   | 43    |
| 4   | CA Platense               | 36    | 12 | 17  | 7   | 41  | 36   | 30    |
| 5   | Unión Santa Fe            | 36    | 16 | 7   | 13  | 39  | 49   | 44    |
| 6   | Newell’s Old Boys         | 36    | 12 | 14  | 10  | 38  | 54   | 35    |
| 7   | Boca Juniors              | 36    | 12 | 14  | 10  | 38  | 43   | 47    |
| 8   | CA Huracán                | 36    | 11 | 15  | 10  | 37  | 58   | 50    |
| 9   | Rosario Central           | 36    | 11 | 15  | 10  | 37  | 43   | 41    |
| 10  | Racing Club de Avellaneda | 36    | 9  | 18  | 9   | 36  | 35   | 34    |
| 11  | CA Colón                  | 36    | 13 | 10  | 13  | 36  | 41   | 49    |
| 12  | Estudiantes La Plata      | 36    | 10 | 16  | 10  | 36  | 34   | 43    |
| 13  | Ferro Carril Oeste        | 36    | 11 | 13  | 12  | 35  | 55   | 50    |
| 14  | Independiente             | 36    | 11 | 13  | 12  | 35  | 45   | 49    |
| 15  | CA Vélez Sarsfield        | 36    | 11 | 13  | 12  | 35  | 35   | 42    |
| 16  | San Lorenzo de Almagro    | 36    | 9  | 15  | 12  | 33  | 39   | 43    |
| 17  | CA Argentino de Quilmes   | 36    | 6  | 18  | 12  | 30  | 37   | 44    |
| 18  | CA All Boys               | 36    | 3  | 17  | 16  | 23  | 29   | 56    |
| 19  | CA Tigre                  | 36    | 5  | 11  | 20  | 21  | 38   | 69    |

Mistrz Campeonato Metropolitano 1980 River Plate zapewnił sobie udział w Copa Libertadores 1981. Z ligi spadły trzy ostatnie w tabeli kluby CA Argentino de Quilmes, CA All Boys i CA Tigre.

### Klasyfikacja strzelców bramek Metropolitano 1980
| Gole | Piłkarz         | Klub               |
| ---- | --------------- | ------------------ |
| 25   | Diego Maradona  | Argentinos Juniors |
| 22   | Dante Sanabria  | CA Huracán         |
| 16   | Julio Apariente | Ferro Carril Oeste |
| 16   | Humberto Bravo  | Talleres Córdoba   |
| 14   | Ramón Díaz      | River Plate        |

## Campeonato Nacional 1980
W Campeonato Nacional wzięło udział 28 klubów – 17 klubów biorących udział w mistrzostwach Metropolitano oraz 11 klubów z prowincji. Prowincjonalna jedenastka została wyłoniona podczas rozgrywek klasyfikacyjnych klubów które wygrały swoje ligi prowincjonalne w roku 1979. W sezonie 1980 w mistrzostwach Nacional wzięły udział następujące kluby z regionu stołecznego (Metropolitano): Argentinos Juniors, Boca Juniors, CA Colón, Estudiantes La Plata, Ferro Carril Oeste, CA Huracán, Independiente, Newell’s Old Boys, CA Platense, CA Argentino de Quilmes, Racing Club de Avellaneda, River Plate, Rosario Central, San Lorenzo de Almagro, Talleres Córdoba, Unión Santa Fe, CA Vélez Sarsfield
Do pierwszej ligi mistrzostw Nacional w sezonie 1980 zakwalifikowały się następujące kluby z prowincji: Atlético Concepción Banda del Río Salí, Atlético Tucumán, Central Norte Salta, Chaco For Ever Resistencia, Cipolletti, Gimnasia y Esgrima Jujuy, Independiente Rivadavia Mendoza, Instituto Córdoba, Racing Córdoba, San Lorenzo Mar del Plata, San Martín Mendoza
W fazie grupowej 28 uczestników podzielono na 4 grupy po 7 klubów. Ponieważ liczba klubów w każdej grupie była nieparzysta, więc zawsze któryś z klubów musiałby pauzować. By tego uniknąć, w każdej z kolejek "wolne kluby" z grup A, B, C i D grały ze sobą według schematu: "wolny klub" z grupy A z "wolnym klubem" z grupy C oraz "wolny klub" z grupy B z "wolnym klubem" z grupy D.

### Kolejka 1
Grupa A
| Data            | Mecz |
| --------------- | --- |
| 6 września 1980 | Racing Córdoba – Estudiantes La Plata 1:0 Mario Tapiero                                                                                          |
| 7 września 1980 | CA Vélez Sarsfield – Racing Club de Avellaneda 2:3 Pedro Larraquy, Carlos Bianchi - Gabriel H. Calderón, José R. Scalise, Julio J. Olarticoechea |
| 7 września 1980 | Gimnasia y Esgrima Jujuy – Atlético Tucumán 2:1 Miguel Bacas, Orestes Quiroga - Alberto D. Romero                                                |

Grupa B
| Data            | Mecz |
| --------------- | --- |
| 7 września 1980 | San Martín Mendoza – Boca Juniors 1:0 Fernando Moreschini mecz rozegrany został na stadionie Estadio Malvinas Argentinas                                                               |
| 7 września 1980 | San Lorenzo Mar del Plata – CA Huracán 4:1 Juan D. Loyola, Jorge Maldonado, Pablo Galay, Víctor Longo s - Miguel Brindisi (k) mecz rozegrany został na stadionie Estadio Mar del Plata |
| 7 września 1980 | Talleres Córdoba – Argentinos Juniors 2:0 José D. Van Tuyne, Miguel A. Oviedo (k) mecz rozegrany został na stadionie Estadio Córdoba                                                   |

Grupa C
| Data            | Mecz |
| --------------- | --- |
| 7 września 1980 | Atlético Concepción Banda del Río Salí – Central Norte Salta 1:0 Oscar A. González                                               |
| 7 września 1980 | CA Argentino de Quilmes – Chaco For Ever Resistencia 4:1 Erwin Romero, Daniel A. Godoy, Carlos R. Salguero (2) - Pablo G. Sierra |
| 7 września 1980 | Independiente – Ferro Carril Oeste 0:1 Héctor Arregui                                                                            |

Grupa D
| Data            | Mecz |
| --------------- | --- |
| 7 września 1980 | CA Platense – Instituto Córdoba 0:0                                                                           |
| 7 września 1980 | River Plate – Independiente Rivadavia Mendoza 2:0 Norberto Alonso, Ramón A. Díaz                              |
| 7 września 1980 | San Lorenzo de Almagro – Cipolletti 1:0 Ricardo Collavini mecz rozegrany został na stadionie klubu CA Huracán |

Mecze międzygrupowe A-C, B-D
| Data            | Mecz                                                                     |
| --------------- | ------------------------------------------------------------------------ |
| 7 września 1980 | CA Colón – Unión Santa Fe 2:1 Jorge C. Pellegrini (2) - Víctor H. Arroyo |
| 7 września 1980 | Newell’s Old Boys – Rosario Central 1:0 Hugo Talavera                    |

### Kolejka 2
Grupa A
| Data             | Mecz |
| ---------------- | --- |
| 14 września 1980 | Atlético Tucumán – Racing Córdoba 0:1 Roberto Gasparini                                                                                   |
| 14 września 1980 | Estudiantes La Plata – CA Vélez Sarsfield 4:2 Hugo Gottardi (2), Marcelo O. Gutiérrez (k), José D. Ponce - Carlos Bianchi, Pedro Larraquy |
| 14 września 1980 | Racing Club de Avellaneda – Rosario Central 0:0                                                                                           |

Grupa B
| Data             | Mecz |
| ---------------- | --- |
| 14 września 1980 | Argentinos Juniors – San Lorenzo Mar del Plata 6:0 Diego Maradona (3), Eugenio Morel Bogado, Silvano Espíndola, Pedro P. Pasculli |
| 14 września 1980 | CA Huracán – San Martín Mendoza 2:2 Luis A. Díaz, Carlos Babington (k) - José A. Luñiz (2)                                        |
| 14 września 1980 | Boca Juniors – Unión Santa Fe 2:0 Jorge Ribolzi (k), Norberto Outes                                                               |

Grupa C
| Data             | Mecz |
| ---------------- | --- |
| 14 września 1980 | Chaco For Ever Resistencia – Atlético Concepción Banda del Río Salí 3:1 Eduardo Escobar, Ramón García Paredes, Orlando Medina - Agustín R. Aragón |
| 14 września 1980 | Ferro Carril Oeste – CA Argentino de Quilmes 1:0 Carlos A. Arregui                                                                                |
| 14 września 1980 | Newell’s Old Boys – Independiente 1:0 Santiago Santamaría (k)                                                                                     |

Grupa D
| Data             | Mecz |
| ---------------- | --- |
| 14 września 1980 | Cipolletti – CA Platense 0:0 |
| 14 września 1980 | Independiente Rivadavia Mendoza – San Lorenzo de Almagro 0:1 Osvaldo Morandini mecz rozegrany został na stadionie Estadio Mendoza |
| 14 września 1980 | CA Colón – River Plate 1:0 Jorge A. Comas                                                                                         |

Mecze międzygrupowe A-C, B-D
| Data             | Mecz |
| ---------------- | --- |
| 14 września 1980 | Gimnasia y Esgrima Jujuy – Central Norte Salta 0:0                                                                           |
| 14 września 1980 | Talleres Córdoba – Instituto Córdoba 1:1 Humberto R. Bravo - Juan J. Meza mecz rozegrany został na stadionie Estadio Córdoba |

### Kolejka 3
Grupa A
| Data             | Mecz                                                                                         |
| ---------------- | -------------------------------------------------------------------------------------------- |
| 21 września 1980 | CA Vélez Sarsfield – Atlético Tucumán 1:1 Omar Larrosa - Héctor N. Gómez                     |
| 21 września 1980 | Rosario Central – Estudiantes La Plata 1:0 Víctor Marchetti                                  |
| 21 września 1980 | Racing Córdoba – Gimnasia y Esgrima Jujuy 2:1 Ángel Feliú, Miguel A. Ballejo - Juan C. Silva |

Grupa B
| Data             | Mecz |
| ---------------- | --- |
| 21 września 1980 | San Martín Mendoza – Argentinos Juniors 1:1 Rodolfo Pezzatti - Pedro P. Pasculli                                        |
| 21 września 1980 | Unión Santa Fe – CA Huracán 2:0 Fernando H. Alí, Carlos A. Álvarez                                                      |
| 21 września 1980 | San Lorenzo Mar del Plata – Talleres Córdoba 1:0 José O. López mecz rozegrany został na stadionie Estadio Mar del Plata |

Grupa C
| Data             | Mecz |
| ---------------- | --- |
| 21 września 1980 | Central Norte Salta – Chaco For Ever Resistencia 2:1 Eduardo Cortés, Carlos A. García - Pablo G. Sierra |
| 21 września 1980 | CA Argentino de Quilmes – Newell’s Old Boys 0:2 Santiago Santamaría, Héctor Yazalde                     |
| 21 września 1980 | Atlético Concepción Banda del Río Salí – Ferro Carril Oeste 1:0 Agustín R. Aragón                       |

Grupa D
| Data             | Mecz |
| ---------------- | --- |
| 21 września 1980 | San Lorenzo de Almagro – CA Colón 2:0 Jorge Rinaldi, Ricardo Lazbal mecz rozegrany został na stadionie klubu CA Huracán |
| 21 września 1980 | CA Platense – Independiente Rivadavia Mendoza 3:0 Eduardo Anzarda, Américo Pesoa, Hugo Acuña                            |
| 21 września 1980 | Instituto Córdoba – Cipolletti 1:1 Raúl Chaparro - Carlos Ortiz                                                         |

Mecze międzygrupowe A-C, B-D
| Data             | Mecz                                                                                         |
| ---------------- | -------------------------------------------------------------------------------------------- |
| 21 września 1980 | Independiente – Racing Club de Avellaneda 1:1 Alberto Brailovsky (k) - Ricardo O. Alonso (k) |
| 21 września 1980 | River Plate – Boca Juniors 2:2 Ramón Díaz, Oscar Ortiz - Norberto Outes, Vicente Pernía      |

### Kolejka 4
Grupa A
| Data             | Mecz |
| ---------------- | --- |
| 24 września 1980 | Gimnasia y Esgrima Jujuy – CA Vélez Sarsfield 0:1 Omar Larrosa                                                                                   |
| 24 września 1980 | Atlético Tucumán – Rosario Central 0:0 |
| 24 września 1980 | Estudiantes La Plata – Racing Club de Avellaneda 5:2 Juan R. Verón, Hugo Gottardi, Patricio Hernández (3) - Gabriel H. Calderón, José R. Scalise |

Grupa B
| Data             | Mecz |
| ---------------- | --- |
| 24 września 1980 | Talleres Córdoba – San Martín Mendoza 5:0 Humberto R. Bravo (2), José D. Valencia, José O. Reinaldi, Luis A. Ludueña mecz rozegrany został na stadionie Estadio Córdoba |
| 24 września 1980 | Argentinos Juniors – Unión Santa Fe 4:1 Diego Maradona (3), Pedro P. Pasculli - Pierino Lattuada mecz rozegrany został na stadionie klubu Atlanta Buenos Aires          |
| 24 września 1980 | CA Huracán – Boca Juniors 0:2 Hugo Coscia, Carlos Randazzo |

Grupa C
| Data             | Mecz |
| ---------------- | --- |
| 24 września 1980 | Ferro Carril Oeste – Central Norte Salta 3:0 Rubén A. Rojas, Héctor Arregui, Héctor Scotta według RSSSF mecz rozegrany został na stadionie klubu CA Vélez Sarsfield |
| 24 września 1980 | Newell’s Old Boys – Atlético Concepción Banda del Río Salí 2:0 Víctor R. Ramos, Daniel Pérez                                                                        |
| 24 września 1980 | Independiente – CA Argentino de Quilmes 1:0 José L. Petti |

Grupa D
| Data             | Mecz |
| ---------------- | --- |
| 24 września 1980 | Independiente Rivadavia Mendoza – Instituto Córdoba 1:1 Jorge Godoy - Oscar A. Palavecino mecz rozegrany został na stadionie Estadio Mendoza |
| 24 września 1980 | CA Colón – CA Platense 0:1 Américo Pesoa |
| 24 września 1980 | River Plate – San Lorenzo de Almagro 2:1 Norberto Alonso, Pedro González - Osvaldo Morandini                                                 |

Mecze międzygrupowe A-C, B-D
| Data             | Mecz |
| ---------------- | --- |
| 24 września 1980 | Racing Córdoba – Chaco For Ever Resistencia 0:1 Raúl O. Vargas mecz rozegrany został na stadionie Instituto Córdoba                             |
| 24 września 1980 | San Lorenzo Mar del Plata – Cipolletti 1:2 José O. López - Carlos Ortiz, Héctor Bastía mecz rozegrany został na stadionie Estadio Mar del Plata |

### Kolejka 5
Grupa A
| Data             | Mecz |
| ---------------- | --- |
| 28 września 1980 | CA Vélez Sarsfield – Racing Córdoba 5:1 Carlos Bianchi (3), José A. Castro, Omar Larrosa - Eliseo Cardozo                                |
| 28 września 1980 | Racing Club de Avellaneda – Atlético Tucumán 4:1 Ricardo O. Alonso (k), Ricardo Albisbeascoechea, Juan R. Carrasco (2) - Néstor A. Gómez |
| 28 września 1980 | Rosario Central – Gimnasia y Esgrima Jujuy 2:0 Edgardo Bauza (k), José L. Gaitán                                                         |

Grupa B
| Data             | Mecz |
| ---------------- | --- |
| 28 września 1980 | Unión Santa Fe – Talleres Córdoba 1:0 Fernando H. Alí                                                                                              |
| 28 września 1980 | San Martín Mendoza – San Lorenzo Mar del Plata 1:0 Rodolfo Pezzatti                                                                                |
| 28 września 1980 | Boca Juniors – Argentinos Juniors 3:4 Carlos H. Salinas, Hugo Perotti, Carlos Randazzo - Miguel A. Bordón s, Pedro P. Pasculli (2), Diego Maradona |

Grupa C
| Data             | Mecz                                                                        |
| ---------------- | --------------------------------------------------------------------------- |
| 28 września 1980 | Central Norte Salta – Newell’s Old Boys 1:1 Alfredo Riggio - Héctor Yazalde |
| 28 września 1980 | Atlético Concepción Banda del Río Salí – Independiente 1:0 Jorge Calderón   |
| 28 września 1980 | Chaco For Ever Resistencia – Ferro Carril Oeste 0:1 Carlos Arregui          |

Grupa D
| Data             | Mecz |
| ---------------- | --- |
| 28 września 1980 | Instituto Córdoba – CA Colón 3:1 Juan J. Meza, Raúl Chaparro, Jorge Forgués - Jorge A. Comas                  |
| 28 września 1980 | CA Platense – River Plate 1:0 Eduardo E. Oviedo mecz rozegrany został na stadionie klubu Atlanta Buenos Aires |
| 28 września 1980 | Cipolletti – Independiente Rivadavia Mendoza 3:1 Héctor Bastía (2, 1k), Carlos de Marta - Luis Ruiz           |

Mecze międzygrupowe A-C, B-D
| Data             | Mecz |
| ---------------- | --- |
| 28 września 1980 | CA Argentino de Quilmes – Estudiantes La Plata 1:0 Abel Moralejo                                                                              |
| 28 września 1980 | San Lorenzo de Almagro – CA Huracán 1:2 Osvaldo Morandini - René Houseman, Dante A. Sanabria mecz rozegrany został na stadionie klubu Huracán |

### Kolejka 6
Grupa A
| Data                | Mecz |
| ------------------- | --- |
| 4 października 1980 | Racing Córdoba – Rosario Central 3:1 Luis A. Amuchástegui (2), Miguel A. Ballejo - Edgardo Bauza (k)      |
| 5 października 1980 | Atlético Tucumán – Estudiantes La Plata 2:0 Héctor N. Gómez, Julio A. Barreto                             |
| 5 października 1980 | Gimnasia y Esgrima Jujuy – Racing Club de Avellaneda 2:1 Juan C. Silva, Oreste Quiroga - Juan R. Carrasco |

Grupa B
| Data                | Mecz |
| ------------------- | --- |
| 5 października 1980 | San Lorenzo Mar del Plata – Unión Santa Fe 0:1 Oscar Regenhardt mecz rozegrany został na stadionie Estadio Mar del Plata                       |
| 5 października 1980 | Argentinos Juniors – CA Huracán 1:0 Daniel N. García                                                                                           |
| 5 października 1980 | Talleres Córdoba – Boca Juniors 4:1 Humberto R. Bravo (3), Miguel A. Oviedo - Jorge Ribolzi mecz rozegrany został na stadionie Estadio Córdoba |

Grupa C
| Data                | Mecz |
| ------------------- | --- |
| 5 października 1980 | CA Argentino de Quilmes – Atlético Concepción Banda del Río Salí 0:1 Américo Sosa                                          |
| 5 października 1980 | Independiente – Central Norte Salta 5:0 Antonio Alzamendi (2, 1k), Jorge M. Olguín, Jorge A. Sanabria (2)                  |
| 5 października 1980 | Newell’s Old Boys – Chaco For Ever Resistencia 4:1 Héctor Yazalde, Américo Gallego, José L. Zuttión, ? - Miguel A. Filardo |

Grupa D
| Data                | Mecz |
| ------------------- | --- |
| 5 października 1980 | CA Colón – Cipolletti 1:0 Jorge Casaccio                                                                                    |
| 5 października 1980 | San Lorenzo de Almagro – CA Platense 2:0 Ricardo Lazbal, Mario A. Rizzi mecz rozegrany został na stadionie klubu CA Huracán |
| 5 października 1980 | River Plate – Instituto Córdoba 2:0 Ramón A. Díaz (2)                                                                       |

Mecze międzygrupowe A-C, B-D
| Data                | Mecz                                                                                          |
| ------------------- | --------------------------------------------------------------------------------------------- |
| 5 października 1980 | San Martín Mendoza – Independiente Rivadavia Mendoza 1:1 Oscar Pezzatti - Enrique A. Figueroa |
| 5 października 1980 | CA Vélez Sarsfield – Ferro Carril Oeste 0:0                                                   |

### Kolejka 7
Grupa A
| Data                 | Mecz                                                                                          |
| -------------------- | --------------------------------------------------------------------------------------------- |
| 18 października 1980 | Rosario Central – CA Vélez Sarsfield 0:1 Julio C. Jiménez                                     |
| 20 października 1980 | Estudiantes La Plata – Gimnasia y Esgrima Jujuy 4:0 Patricio Hernández (3, 1k), Juan R. Verón |
| 20 października 1980 | Racing Club de Avellaneda – Racing Córdoba 1:2 Ricardo O. Alonso (k) - Miguel A. Ballejo (2)  |

Grupa B
| Data                 | Mecz |
| -------------------- | --- |
| 19 października 1980 | Unión Santa Fe – San Martín Mendoza 4:2 Fernando H. Alí (2), Víctor H. Arroyo, Carlos A. Mendoza - Carlos A. Meyer, Ricardo Logiácono |
| 20 października 1980 | CA Huracán – Talleres Córdoba 4:1 René Houseman, Dante Sanabria, Carlos Babington (k), Néstor J. Candedo - José O. Reinaldi           |
| 20 października 1980 | Boca Juniors – San Lorenzo Mar del Plata 2:1 Oscar Ruggeri, Francisco Sá - José O. López                                              |

Grupa C
| Data                 | Mecz |
| -------------------- | --- |
| 19 października 1980 | Central Norte Salta – CA Argentino de Quilmes 1:0 Eduardo Cortés                                                                          |
| 19 października 1980 | Chaco For Ever Resistencia – Independiente 0:1 Jorge A. Sanabria                                                                          |
| 20 października 1980 | Ferro Carril Oeste – Newell’s Old Boys 1:1 Julio Apariente (k) - Santiago Santamaría mecz rozegrany został na stadionie klubu River Plate |

Grupa D
| Data                 | Mecz |
| -------------------- | --- |
| 19 października 1980 | Instituto Córdoba – San Lorenzo de Almagro 3:1 Raúl Chaparro, Enrique Nieto, Oscar A. Palavecino - Roberto Corró                     |
| 19 października 1980 | Cipolletti – River Plate 2:4 Héctor Arrieta, Rubén A. Flores - Daniel A. Passarella, Norberto O. Alonso (2), Pedro A. González       |
| 19 października 1980 | Independiente Rivadavia Mendoza – CA Colón 2:3 Luis Sullivan, Julio O. Pedernera - Raúl F. Agüero, Ricardo A. Roldán, Jorge A. Comas |

Mecze międzygrupowe A-C, B-D
| Data                 | Mecz |
| -------------------- | --- |
| 19 października 1980 | Atlético Concepción Banda del Río Salí – Atlético Tucumán 0:2 Miguel Amatti, Héctor N. Gómez                                    |
| 19 października 1980 | CA Platense – Argentinos Juniors 3:3 Eduardo E. Oviedo (2), Raúl Grimoldi - Pedro P. Pasculli, Rubén Favret, Diego Maradona (k) |

### Kolejka 8
Grupa A
| Data                 | Mecz |
| -------------------- | --- |
| 26 października 1980 | Racing Club de Avellaneda – CA Vélez Sarsfield 2:1 Ricardo Albisbeascoechea, Juan Barbas - Omar R. Jorge           |
| 26 października 1980 | Atlético Tucumán – Gimnasia y Esgrima Jujuy 2:2 José F. Bulacio, Héctor N. Gómez - Marcelo Firpo, Julio C. Bulacio |
| 26 października 1980 | Estudiantes La Plata – Racing Córdoba 2:0 Patricio Hernández, Jorge Coudannes                                      |

Grupa B
| Data                 | Mecz |
| -------------------- | --- |
| 26 października 1980 | Boca Juniors – San Martín Mendoza 0:0 |
| 26 października 1980 | CA Huracán – San Lorenzo Mar del Plata 4:2 Roque Avallay, Carlos Babington (k), Dante A. Sanabria, Miguel Brindisi - Daniel Abelén, Néstor Di Luca |
| 26 października 1980 | Argentinos Juniors – Talleres Córdoba 1:0 Diego Maradona                                                                                           |

Grupa C
| Data                 | Mecz |
| -------------------- | --- |
| 26 października 1980 | Ferro Carril Oeste – Independiente 1:1 Claudio Crocco - Antonio Alzamendi                                                                                         |
| 26 października 1980 | Chaco For Ever Resistencia – CA Argentino de Quilmes 3:4 Raúl A. Mansilla, Miguel A. Manzi, Horacio Milozzi s - Erwin Romero (2), Daniel S. Pavón, Oscar E. Gizzi |
| 26 października 1980 | Central Norte Salta – Atlético Concepción Banda del Río Salí 1:0 Juan C. Torales                                                                                  |

Grupa D
| Data                 | Mecz |
| -------------------- | --- |
| 26 października 1980 | Independiente Rivadavia Mendoza – River Plate 0:5 Norberto Alonso, Alberto Tarantini, Ramón Díaz (2), Leopoldo Luque mecz rozegrany został na stadionie Estadio Mendoza |
| 26 października 1980 | Cipolletti – San Lorenzo de Almagro 0:0 mecz przerwany został w 25 minucie – dokończony 12 listopada 1980                                                               |
| 26 października 1980 | Instituto Córdoba – CA Platense 3:1 Raúl Chaparro (2), Oscar A. Palavecino - Eduardo E. Oviedo                                                                          |
| 12 listopada 1980    | Cipolletti – San Lorenzo de Almagro 1:0 Rubén A. Flores dokończenie 65 minut z 26 października 1980                                                                     |

Mecze międzygrupowe A-C, B-D
| Data                 | Mecz                                                                          |
| -------------------- | ----------------------------------------------------------------------------- |
| 26 października 1980 | Rosario Central – Newell’s Old Boys 2:1 Víctor Marchetti (2) - Héctor Yazalde |
| 26 października 1980 | Unión Santa Fe – CA Colón 2:0 Pierino Lattuada, Fernando H. Alí               |

### Kolejka 9
Grupa A
| Data                 | Mecz |
| -------------------- | --- |
| 29 października 1980 | CA Vélez Sarsfield – Estudiantes La Plata 2:2 Washington Villar, Pedro Larraquy (k) - Hugo Gottardi (2)                        |
| 29 października 1980 | Rosario Central – Racing Club de Avellaneda 5:1 Edgardo Bauza (3, 2k), Guillermo Trama, Edgardo Teglia - Ricardo O. Alonso (k) |
| 29 października 1980 | Racing Córdoba – Atlético Tucumán 3:0 Atilio Oyola (2), Horacio Baldessari                                                     |

Grupa B
| Data                 | Mecz |
| -------------------- | --- |
| 29 października 1980 | San Lorenzo Mar del Plata – Argentinos Juniors 1:2 Juan D. Loyola - Pedro P. Pasculli, Diego Maradona mecz rozegrany został na stadionie Estadio Mar del Plata |
| 29 października 1980 | San Martín Mendoza – CA Huracán 3:2 Carlos A. Ereros (2), Ricardo Logiácono - Roque Avallay, Carlos Babington (k)                                              |
| 29 października 1980 | Unión Santa Fe – Boca Juniors 0:0 |

Grupa C
| Data                 | Mecz |
| -------------------- | --- |
| 29 października 1980 | Atlético Concepción Banda del Río Salí – Chaco For Ever Resistencia 3:2 Jorge M. Heredia, Juan C. Leguizamón (2) - Raúl Weichzel, Miguel A. Filardo |
| 29 października 1980 | CA Argentino de Quilmes – Ferro Carril Oeste 1:0 Carlos R. Salguero                                                                                 |
| 29 października 1980 | Independiente – Newell’s Old Boys 3:3 Alberto Brailovsky, Jorge A. Pellegrini, Antonio Alzamendi - Héctor Yazalde (2), Hugo Talavera                |

Grupa D
| Data                 | Mecz |
| -------------------- | --- |
| 29 października 1980 | CA Platense – Cipolletti 5:0 Eduardo Anzarda (3), Eduardo E. Oviedo (k), Raúl Grimoldi mecz rozegrany został na stadionie klubu Atlanta Buenos Aires |
| 29 października 1980 | San Lorenzo de Almagro – Independiente Rivadavia Mendoza 0:0 mecz rozegrany został na stadionie klubu CA Huracán                                     |
| 29 października 1980 | River Plate – CA Colón 3:0 Leopoldo Luque (2), Juan J. López                                                                                         |

Mecze międzygrupowe A-C, B-D
| Data                 | Mecz |
| -------------------- | --- |
| 29 października 1980 | Central Norte Salta – Gimnasia y Esgrima Jujuy 2:2 Juan C. Torales (2) - Nicolás Valdivia, Julio C. Bulacio      |
| 29 października 1980 | Instituto Córdoba – Talleres Córdoba 1:3 Rodolfo C. Rodríguez - Ángel Bocanelli, Néstor Lucco, Humberto R. Bravo |

### Kolejka 10
Grupa A
| Data             | Mecz |
| ---------------- | --- |
| 2 listopada 1980 | Estudiantes La Plata – Rosario Central 2:2 Hugo Gottardi, Juan R. Verón - Edgardo Bauza (k), Héctor A. Chazarreta               |
| 2 listopada 1980 | Atlético Tucumán – CA Vélez Sarsfield 2:4 Ángel Guerrero, Héctor N. Gómez - Omar Larrosa, José A. Castro (2), Washington Villar |
| 2 listopada 1980 | Gimnasia y Esgrima Jujuy – Racing Córdoba 1:1 Carlos Sosa - Horacio Baldessari                                                  |

Grupa B
| Data             | Mecz |
| ---------------- | --- |
| 2 listopada 1980 | CA Huracán – Unión Santa Fe 1:0 Lorenzo O. Ojeda                                                                     |
| 2 listopada 1980 | Talleres Córdoba – San Lorenzo Mar del Plata 3:1 José O. Reinaldi, Humberto R. Bravo, Néstor Lucco - Jorge Maldonado |
| 2 listopada 1980 | Argentinos Juniors – San Martín Mendoza 3:1 Pedro P. Pasculli, Diego Maradona, Pedro R. Magallanes - ?               |

Grupa C
| Data             | Mecz |
| ---------------- | --- |
| 2 listopada 1980 | Newell’s Old Boys – CA Argentino de Quilmes 1:0 Santiago Santamaría (k)                                                   |
| 2 listopada 1980 | Ferro Carril Oeste – Atlético Concepción Banda del Río Salí 2:2 Rubén A. Rojas (2) - Juan C. Leguizamón, Jorge M. Heredia |
| 2 listopada 1980 | Chaco For Ever Resistencia – Central Norte Salta 1:1 Miguel A. Filardo - Juan C. Torales                                  |

Grupa D
| Data             | Mecz |
| ---------------- | --- |
| 2 listopada 1980 | CA Colón – San Lorenzo de Almagro 1:0 Ricardo A. Roldán                                                                                  |
| 2 listopada 1980 | Independiente Rivadavia Mendoza – CA Platense 0:2 Eduardo E. Oviedo, Heriberto Correa mecz rozegrany został na stadionie Estadio Mendoza |
| 2 listopada 1980 | Cipolletti – Instituto Córdoba 0:1 Oscar A. Palavecino                                                                                   |

Mecze międzygrupowe A-C, B-D
| Data             | Mecz                                                                                                 |
| ---------------- | --- |
| 2 listopada 1980 | Boca Juniors – River Plate 1:0 Hugo Perotti                                                          |
| 2 listopada 1980 | Racing Club de Avellaneda – Independiente 1:2 Juan R. Carrasco - Antonio Alzamendi, Osvaldo Mazo (k) |

### Kolejka 11
Grupa A
| Data             | Mecz |
| ---------------- | --- |
| 5 listopada 1980 | Racing Club de Avellaneda – Estudiantes La Plata 1:1 Julio J. Olarticoechea - Hugo Gottardi                                |
| 5 listopada 1980 | CA Vélez Sarsfield – Gimnasia y Esgrima Jujuy 2:2 Washington Villar, Julio C. Jiménez - Carlos M. Sosa, Oreste Quiroga     |
| 5 listopada 1980 | Rosario Central – Atlético Tucumán 6:1 Víctor Marchetti (2), Félix Orte, Edgardo Teglia (2), Eduardo Bacas - Miguel Amatti |

Grupa B
| Data             | Mecz |
| ---------------- | --- |
| 5 listopada 1980 | Unión Santa Fe – Argentinos Juniors 2:1 Pierino Lattuada, Víctor H. Arroyo - Diego Maradona                          |
| 5 listopada 1980 | Boca Juniors – CA Huracán 1:4 Jorge Ribolzi (k) - Roque Avallay, Néstor J. Candedo, Miguel Brindisi, Claudio Morresi |
| 5 listopada 1980 | San Martín Mendoza – Talleres Córdoba 0:0                                                                            |

Grupa C
| Data             | Mecz |
| ---------------- | --- |
| 5 listopada 1980 | CA Argentino de Quilmes – Independiente 1:3 Erwin Romero (k) - Alberto Brailovsky (2), Ricardo Giusti                                                       |
| 5 listopada 1980 | Atlético Concepción Banda del Río Salí – Newell’s Old Boys 4:1 Roberto Monteros, Jorge Calderón, Juan C. Leguizamón, Ricardo Demagistris s - Héctor Yazalde |
| 5 listopada 1980 | Central Norte Salta – Ferro Carril Oeste 1:2 Carlos A. García - Carlos A. Arregui, Rubén A. Rojas                                                           |

Grupa D
| Data             | Mecz |
| ---------------- | --- |
| 5 listopada 1980 | Instituto Córdoba – Independiente Rivadavia Mendoza 4:1 Raúl Chaparro, Salvador Mastrosimone, Hugo Tévez, Miguel E. Rodríguez - Rubén Damiani                      |
| 5 listopada 1980 | San Lorenzo de Almagro – River Plate 3:2 Osvaldo Morandini, Ricardo Lazbal, Rubén Insúa - Leopoldo Luque (2) mecz rozegrany został na stadionie klubu CA Huracán   |
| 5 listopada 1980 | CA Platense – CA Colón 5:1 Ramón Bóveda (2), Eduardo E. Oviedo (2), Eduardo Anzarda - Jorge Casaccio mecz rozegrany został na stadionie klubu Atlanta Buenos Aires |

Mecze międzygrupowe A-C, B-D
| Data             | Mecz                                                            |
| ---------------- | --------------------------------------------------------------- |
| 5 listopada 1980 | Chaco For Ever Resistencia – Racing Córdoba 1:0 Miguel A. Manzi |
| 5 listopada 1980 | Cipolletti – San Lorenzo Mar del Plata 1:0 Héctor Bastía (k)    |

### Kolejka 12
Grupa A
| Data             | Mecz |
| ---------------- | --- |
| 9 listopada 1980 | Racing Córdoba – CA Vélez Sarsfield 1:0 Oscar A. López                                                                          |
| 9 listopada 1980 | Atlético Tucumán – Racing Club de Avellaneda 0:3 Ricardo Albisbeascoechea, Gabriel H. Calderón, Juan R. Carrasco                |
| 9 listopada 1980 | Gimnasia y Esgrima Jujuy – Rosario Central 3:2 Carlos M. Sosa, Juan C. Díaz, Oreste Quiroga - Edgardo Bauza (k), Edgardo Teglia |

Grupa B
| Data             | Mecz |
| ---------------- | --- |
| 9 listopada 1980 | Argentinos Juniors – Boca Juniors 5:3 Diego Maradona (4, 1k), Silvano Espíndola - Jorge Ribolzi (k), Mario N. Zanabria (2) mecz rozegrany został na stadionie klubu CA Vélez Sarsfield                         |
| 9 listopada 1980 | Talleres Córdoba – Unión Santa Fe 4:0 José O. Reinaldi (2), Humberto R. Bravo, Néstor Lucco mecz rozegrany został na stadionie Estadio Córdoba                                                                 |
| 9 listopada 1980 | San Lorenzo Mar del Plata – San Martín Mendoza 6:0 Pablo Galay, Juan D. Loyola, Daniel Abelén, Héctor B. Fernández s, Néstor Di Luca, Jorge Maldonado mecz rozegrany został na stadionie Estadio Mar del Plata |

Grupa C
| Data             | Mecz |
| ---------------- | --- |
| 9 listopada 1980 | Newell’s Old Boys – Central Norte Salta 2:0 Héctor Yazalde, Juan A. Acosta                                                              |
| 9 listopada 1980 | Ferro Carril Oeste – Chaco For Ever Resistencia 5:1 Jorge Brandoni (2), Juan D. Rocchia, Rubén A. Rojas, Héctor Arregui - Omar A. Ojeda |
| 9 listopada 1980 | Independiente – Atlético Concepción Banda del Río Salí 3:0 Jorge A. Sanabria, Antonio Alzamendi (2)                                     |

Grupa D
| Data             | Mecz |
| ---------------- | --- |
| 9 listopada 1980 | Independiente Rivadavia Mendoza – Cipolletti 1:1 Jorge Godoy - Carlos Ortiz mecz rozegrany został na stadionie Estadio Mendoza |
| 9 listopada 1980 | CA Colón – Instituto Córdoba 0:0                                                                                               |
| 9 listopada 1980 | River Plate – CA Platense 3:1 Alberto C. Tarantini, Daniel A. Passarella (k), Ramón A. Díaz - Alberto J. Gómez                 |

Mecze międzygrupowe A-C, B-D
| Data             | Mecz |
| ---------------- | --- |
| 9 listopada 1980 | Estudiantes La Plata – CA Argentino de Quilmes 2:1 Hugo Gottardi, Carlos Landaburo - Carlos R. Salguero           |
| 9 listopada 1980 | CA Huracán – San Lorenzo de Almagro 2:3 Jorge J. Gutiérrez, Roque Avallay (k) - Roberto Corró (2), Mario A. Rizzi |

### Kolejka 13
Grupa A
| Data              | Mecz |
| ----------------- | --- |
| 16 listopada 1980 | Rosario Central – Racing Córdoba 1:0 Edgardo Bauza (k)                                                                                                  |
| 16 listopada 1980 | Racing Club de Avellaneda – Gimnasia y Esgrima Jujuy 3:4 Juan Barbas, Juan R. Carrasco (2) - Carlos M. Sosa, Juan C. Díaz, Oreste Quiroga, Miguel Bacas |
| 16 listopada 1980 | Estudiantes La Plata – Atlético Tucumán 4:1 Patricio Hernández, Hugo Gottardi (2), Christian Guaita - Ángel Guerrero                                    |

Grupa B
| Data              | Mecz |
| ----------------- | --- |
| 16 listopada 1980 | Unión Santa Fe – San Lorenzo Mar del Plata 3:0 Pierino Lattuada (2), Víctor H. Arroyo                              |
| 16 listopada 1980 | Boca Juniors – Talleres Córdoba 0:0                                                                                |
| 16 listopada 1980 | CA Huracán – Argentinos Juniors 3:2 Dante A. Sanabria, Claudio O. García, Miguel Brindisi (k) - Diego Maradona (2) |

Grupa C
| Data              | Mecz                                                                                               |
| ----------------- | -------------------------------------------------------------------------------------------------- |
| 16 listopada 1980 | Chaco For Ever Resistencia – Newell’s Old Boys 0:1 Juan A. Acosta                                  |
| 16 listopada 1980 | Central Norte Salta – Independiente 1:4 Eduardo Cortés - Alberto Brailovsky (3), Antonio Alzamendi |
| 16 listopada 1980 | Atlético Concepción Banda del Río Salí – CA Argentino de Quilmes 0:0                               |

Grupa D
| Data              | Mecz |
| ----------------- | --- |
| 16 listopada 1980 | Cipolletti – CA Colón 1:1 Héctor Bastía - Ricardo A. Roldán (k)                                                                                |
| 16 listopada 1980 | Instituto Córdoba – River Plate 2:1 Raúl Chaparro, Juan J. Meza (k) - Daniel Passarella (k) mecz rozegrany został na stadionie Estadio Córdoba |
| 16 listopada 1980 | CA Platense – San Lorenzo de Almagro 2:0 Eduardo Anzarda, Alberto J. Gómez                                                                     |

Mecze międzygrupowe A-C, B-D
| Data              | Mecz |
| ----------------- | --- |
| 16 listopada 1980 | Ferro Carril Oeste – CA Vélez Sarsfield 1:2 Claudio Crocco - Washington Villar (2)                                                                |
| 16 listopada 1980 | Independiente Rivadavia Mendoza – San Martín Mendoza 1:1 Jorge I. Cortez - Fernando Moreschini mecz rozegrany został na stadionie Estadio Mendoza |

### Kolejka 14
Grupa A
| Data              | Mecz |
| ----------------- | --- |
| 23 listopada 1980 | CA Vélez Sarsfield – Rosario Central 0:2 Edgardo Bauza (k), Félix Orte                                                       |
| 23 listopada 1980 | Racing Córdoba – Racing Club de Avellaneda 5:1 Atilio Oyola (2), Horacio Baldessari (2), Luis A. Amuchástegui - Adán Machado |
| 23 listopada 1980 | Gimnasia y Esgrima Jujuy – Estudiantes La Plata 1:1 Carlos M. Sosa - Rubén Galletti                                          |

Grupa B
| Data              | Mecz |
| ----------------- | --- |
| 23 listopada 1980 | Talleres Córdoba – CA Huracán 1:1 Néstor Lucco - Roque Avallay mecz rozegrany został na stadionie Estadio Córdoba |
| 23 listopada 1980 | San Martín Mendoza – Unión Santa Fe 1:2 Carlos A. Ereros - Fernando H. Alí, Pierino Lattuada |
| 23 listopada 1980 | San Lorenzo Mar del Plata – Boca Juniors 1:0 walkower Fermín Aquino - Norberto Outes, Ricardo Gareca mecz rozegrany został na stadionie Estadio Mar del Plata mecz zakończył się wynikiem 1:2, zweryfikowany później 1:0 dla San Lorenzo |

Grupa C
| Data              | Mecz |
| ----------------- | --- |
| 23 listopada 1980 | Newell’s Old Boys – Ferro Carril Oeste 0:0                                                                            |
| 23 listopada 1980 | CA Argentino de Quilmes – Central Norte Salta 3:1 Miguel O. González, Daniel S. Pavón, Erwin Romero - Juan C. Torales |
| 23 listopada 1980 | Independiente – Chaco For Ever Resistencia 2:0 José L. Petti, Eduardo Escobar s                                       |

Grupa D
| Data              | Mecz |
| ----------------- | --- |
| 21 listopada 1980 | CA Colón – Independiente Rivadavia Mendoza 4:0 Daniel Cano, Rubén Gaido (2), Ricardo A. Roldán                                                                |
| 23 listopada 1980 | River Plate – Cipolletti 4:2 Alberto C. Tarantini, Daniel Passarella, Ramón A. Díaz, Norberto Alonso - Gerson Alarcón, Héctor Bastía (k)                      |
| 23 listopada 1980 | San Lorenzo de Almagro – Instituto Córdoba 2:2 Rubén Insúa, Mario A. Rizzi - Enrique Nieto, Raúl Chaparro mecz rozegrany został na stadionie klubu CA Huracán |

Mecze międzygrupowe A-C, B-D
| Data              | Mecz                                                                                        |
| ----------------- | ------------------------------------------------------------------------------------------- |
| 23 listopada 1980 | Argentinos Juniors – CA Platense 2:1 Silvano Espíndola, Pedro R. Magallanes - Raúl Grimoldi |
| 23 listopada 1980 | Atlético Tucumán – Atlético Concepción Banda del Río Salí 2:0 Miguel Amatti, Adolfo Mecca   |

### Tabele
| Poz | Klub                      | Mecze | Zw | Rem | Por | Pkt | BrZd | BrStr |
| --- | ------------------------- | ----- | -- | --- | --- | --- | ---- | ----- |
| 1   | Rosario Central           | 14    | 7  | 3   | 4   | 17  | 24   | 13    |
| 2   | Racing Córdoba            | 14    | 8  | 1   | 5   | 17  | 20   | 15    |
| 3   | Estudiantes La Plata      | 14    | 6  | 4   | 4   | 16  | 27   | 17    |
| 4   | CA Vélez Sarsfield        | 14    | 5  | 4   | 5   | 14  | 23   | 21    |
| 5   | Gimnasia y Esgrima Jujuy  | 14    | 4  | 6   | 4   | 14  | 20   | 24    |
| 6   | Racing Club de Avellaneda | 14    | 4  | 3   | 7   | 11  | 24   | 31    |
| 7   | Atlético Tucumán          | 14    | 3  | 3   | 8   | 9   | 15   | 30    |

| Poz | Klub                      | Mecze | Zw | Rem | Por | Pkt | BrZd | BrStr |
| --- | ------------------------- | ----- | -- | --- | --- | --- | ---- | ----- |
| 1   | Argentinos Juniors        | 14    | 9  | 2   | 3   | 20  | 35   | 21    |
| 2   | Unión Santa Fe            | 14    | 8  | 1   | 5   | 17  | 19   | 17    |
| 3   | Talleres Córdoba          | 14    | 6  | 4   | 4   | 16  | 24   | 12    |
| 4   | CA Huracán                | 14    | 6  | 2   | 6   | 14  | 26   | 25    |
| 5   | Boca Juniors              | 14    | 4  | 4   | 6   | 12  | 17   | 22    |
| 6   | San Martín Mendoza        | 14    | 3  | 6   | 5   | 12  | 14   | 27    |
| 7   | San Lorenzo Mar del Plata | 14    | 4  | 0   | 10  | 8   | 18   | 26    |

| Poz | Klub                                   | Mecze | Zw | Rem | Por | Pkt | BrZd | BrStr |
| --- | -------------------------------------- | ----- | -- | --- | --- | --- | ---- | ----- |
| 1   | Newell’s Old Boys                      | 14    | 8  | 4   | 2   | 20  | 21   | 12    |
| 2   | Independiente                          | 14    | 8  | 3   | 3   | 19  | 26   | 11    |
| 3   | Ferro Carril Oeste                     | 14    | 6  | 5   | 3   | 17  | 18   | 10    |
| 4   | Atlético Concepción Banda del Río Salí | 14    | 6  | 2   | 6   | 14  | 15   | 18    |
| 5   | CA Argentino de Quilmes                | 14    | 5  | 1   | 8   | 11  | 15   | 17    |
| 6   | Central Norte Salta                    | 14    | 3  | 4   | 7   | 10  | 11   | 25    |
| 7   | Chaco For Ever Resistencia             | 14    | 3  | 1   | 10  | 7   | 15   | 30    |

| Poz | Klub                            | Mecze | Zw | Rem | Por | Pkt | BrZd | BrStr |
| --- | ------------------------------- | ----- | -- | --- | --- | --- | ---- | ----- |
| 1   | Instituto Córdoba               | 14    | 6  | 6   | 2   | 18  | 22   | 15    |
| 2   | River Plate                     | 14    | 8  | 1   | 5   | 17  | 30   | 16    |
| 3   | CA Platense                     | 14    | 7  | 3   | 4   | 17  | 25   | 14    |
| 4   | San Lorenzo de Almagro          | 14    | 6  | 2   | 6   | 14  | 17   | 17    |
| 5   | CA Colón                        | 14    | 6  | 2   | 6   | 14  | 15   | 20    |
| 6   | Cipolletti                      | 14    | 4  | 4   | 6   | 12  | 14   | 21    |
| 7   | Independiente Rivadavia Mendoza | 14    | 0  | 5   | 9   | 5   | 8    | 31    |

### 1/4 finału
| Data              | Mecz |
| ----------------- | --- |
| 30 listopada 1980 | Argentinos Juniors – Racing Córdoba 1:1 Pedro R. Magallanes - Osvaldo Coloccini mecz rozegrany został na stadionie klubu Vélez Sarsfield                                                         |
| 30 listopada 1980 | Instituto Córdoba – Independiente 2:1 Oscar A. Palavecino, Rodolfo C. Rodríguez - Antonio Alzamendi mecz rozegrany został na stadionie Estadio Córdoba                                           |
| 30 listopada 1980 | River Plate – Newell’s Old Boys 3:2 Norberto Alonso, Roberto Gordon (2) - Santiago Santamaría (k), Héctor Yazalde                                                                                |
| 30 listopada 1980 | Rosario Central – Unión Santa Fe 2:0 Edgardo Bauza (k), Oscar Agonil |
| 3 grudnia 1980    | Independiente – Instituto Córdoba 5:1 Alberto Brailovsky, Antonio Alzamendi (2), Osvaldo Mazo (2, 1k) - Miguel E. Rodríguez Awans: Independiente                                                 |
| 3 grudnia 1980    | Newell’s Old Boys – River Plate 6:2 Enzo Bulleri, Hugo Talavera, Santiago Santamaría, Héctor Yazalde, Daniel C. Pérez, Juan A. Acosta - Roberto Gordon, Norberto Alonso Awans: Newell’s Old Boys |
| 3 grudnia 1980    | Racing Córdoba – Argentinos Juniors 3:1 Miguel A. Ballejo (2), Roberto Gasparini - Carlos A. Vidal mecz rozegrany został na stadionie Estadio Córdoba Awans: Racing Córdoba                      |
| 3 grudnia 1980    | Unión Santa Fe – Rosario Central 2:1 Fernando H. Alí, Carlos A. Mendoza - Edgardo Bauza (k) Awans: Rosario Central                                                                               |

### 1/2 finału
| Data            | Mecz |
| --------------- | --- |
| 10 grudnia 1980 | Racing Córdoba – Independiente 4:0 Luis A. Amuchástegui (2), Miguel A. Ballejo, Guillermo Aramayo mecz rozegrany został na stadionie Estadio Córdoba |
| 10 grudnia 1980 | Rosario Central – Newell’s Old Boys 3:0 Juan C. Ghielmetti, José L. Gaitán, Víctor Marchetti                                                         |
| 14 grudnia 1980 | Independiente – Racing Córdoba 5:3 Osvaldo Mazo (k), Antonio Alzamendi (3), Alberto Brailovsky - Miguel A. Ballejo (3) Awans: Racing Córdoba         |
| 14 grudnia 1980 | Newell’s Old Boys – Rosario Central 1:0 Santiago Santamaría (k) Awans: Rosario Central                                                               |

### Finał
| Data            | Mecz |
| --------------- | --- |
| 17 grudnia 1980 | Rosario Central – Racing Córdoba 5:1 Edgardo Bauza (k), Oscar A. Palma, Víctor Marchetti, Oscar Agonil, Guillermo Trama - Atilio Oyola |
| 21 grudnia 1980 | Racing Córdoba – Rosario Central 2:0 mecz rozegrany został na stadionie Estadio Córdoba Sędzia: Nitti Bramki: 1:0 Atilio Oyola 7, 2:0 Roberto Gasparini 82 Club Atlético Racing Córdoba: Ramos – Del Mul, Noriega, Madonado (Baldesari), Vivanco – López, Aramayo, Roberto Gasparini – Amuchástegui, Ballejo (Molina), Atilio Oyola. Trener: Basile. Club Atlético Rosario Central: Carnevali – Ghielmetti, Craiyacich, Edgardo Bauza, García – Gaitán, Oscar A. Palma, Bacas (Guillermo Trama) – Orte, Víctor Marchetti, Teglia (Espinoza). Trener: Zof. |

Mistrzem Argentyny turnieju Nacional w roku 1980 został klub Rosario Central, natomiast wicemistrzem Argentyny turnieju Nacional został Racing Córdoba. Jako mistrz Argentyny turnieju Nacional klub Rosario Central zapewnił sobie udział w Copa Libertadores 1981.

### Klasyfikacja strzelców bramek Nacional 1980
| Gole | Piłkarz           | Klub                 |
| ---- | ----------------- | -------------------- |
| 17   | Diego Maradona    | Argentinos Juniors   |
| 10   | Hugo Gottardi     | Estudiantes La Plata |
| 9    | Edgardo Bauza     | Rosario Central      |
| 9    | Humberto Bravo    | Talleres Córdoba     |
| 8    | Antonio Alzamendi | Independiente        |